# Anton Mendizabal Cristobal
Anton Mendizabal Cristobal (San Sebastián, 12 de diciembre de 1945 ) es maestro, escultor, artesano y músico español. Ha realizado diversas investigaciones y proyectos sobre historia y etnografía, fundamentalmente en el ámbito de patrimonio popular. Es promotor cultural y miembro del grupo de trabajo del Patrimonio de Oyarzun. Junto con otros artistas fundó la asociación cultural Pagoarte de Oyarzun. También es el fundador de "Arrancadilla" grupo de artesanos innovadores a nivel estatal.

## Biografía
Anton nació en la Plaza Sarriegi del casco antiguo de San Sebastián; Hijo de Carmen y Agustín, tiene otros dos hermanos menores. Nació en el seno de una familia vascoparlante, ya que su madre, aún de habla castellana, aprendió el euskara allá por los años 40. El propio Antón no aprendió a hablar español hasta que tuvo cinco años. Además tuvo la suerte de crecer entre agricultores que llegaban de la provincia con mercancías y gracias a ellos fortaleció su identidad vasca.
Comenzó en la escuela a los tres años con Elvira Zipitria, realizando una larga trayectoria escolar hasta su culminación en la universidad. 
- 1948-1953: En la ikastola de Elvira Zipitria. San Sebastián
- 1953-1962: Jesuitas en el Colegio San Ignacio, San Sebastián
- 1962-1965: ESTE, Escuela de Técnicos Empresariales. San Sebastián
- 1965-1978: Diplomatura de Magisterio y  Licenciatura de Filosofía y Letras, rama  Pedagogía, En San Sebastián, Zaragoza, Madrid y Valencia (Modalidad libre).

Hizo la carrera de  música,
- 1958-1963: Carrera Txistu (5 años). Con el profesor Isidro Ansorena. San Sebastián.
- 1968: Cultura musical. Con el maestro Joaquín Rodrigo. Madrid.
- 2021: Órgano Romántico. Curso de actualización pedagógica. Con Tomás Ospital, organista y docente, en San Sebastián, Atáun, Tolosa y Usúrbil .

Comenzó a trabajar en la panadería familiar “Mendi”, que su abuelo fundó en Aduna, a su regreso tras la migración a Argentina. Su padre continuó  con la profesión y Anton a su vez siguió los pasos de su padre. Empezó a trabajar en la panadería  a los 15 años y ocupó diversos puestos entre 1960 y 1972: fue panadero, encargado de panadería, distribuidor de pan y encargado de la panadería los fines de semana.

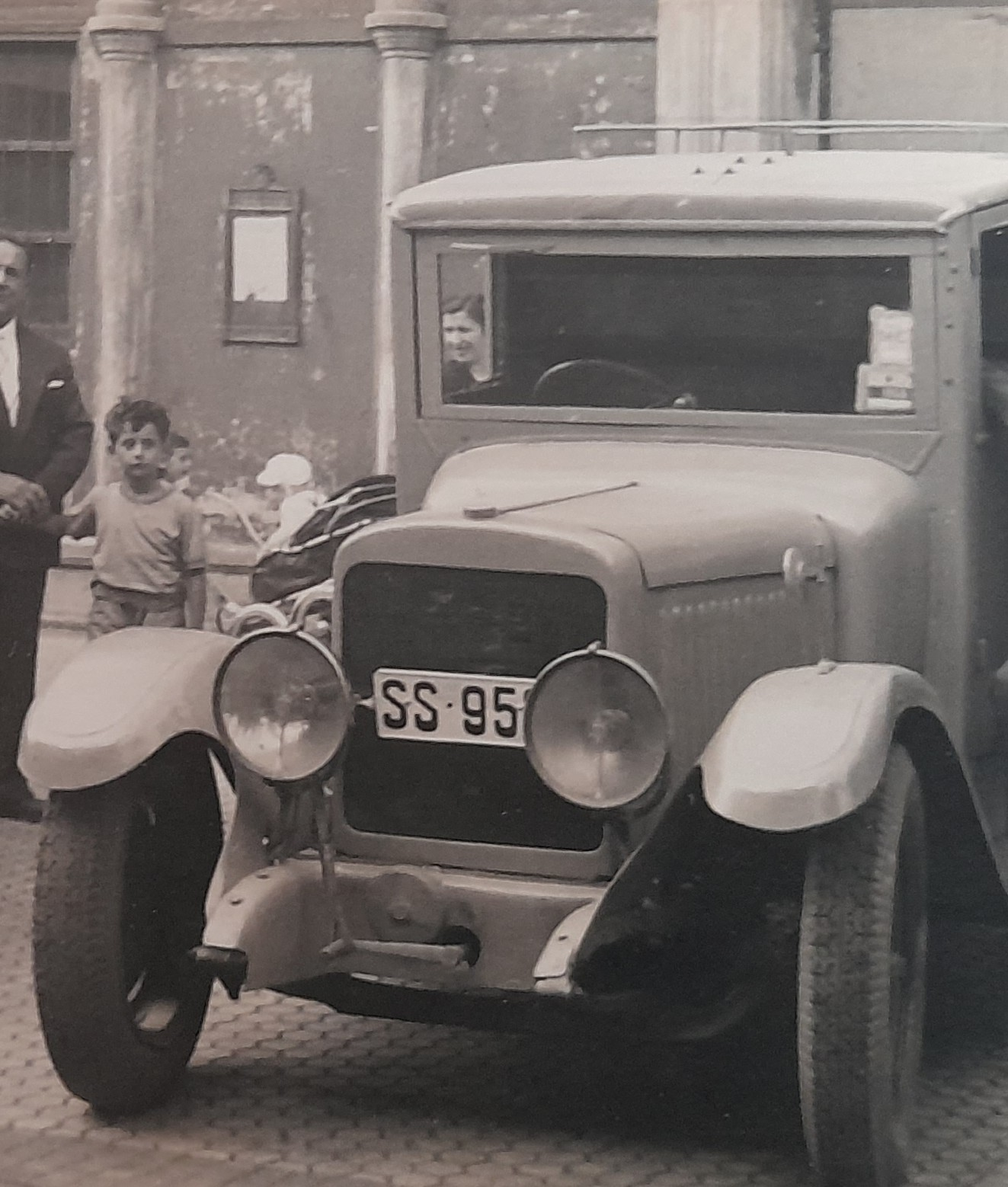
Furgoneta Panhard de la panadería Mendi. 1963
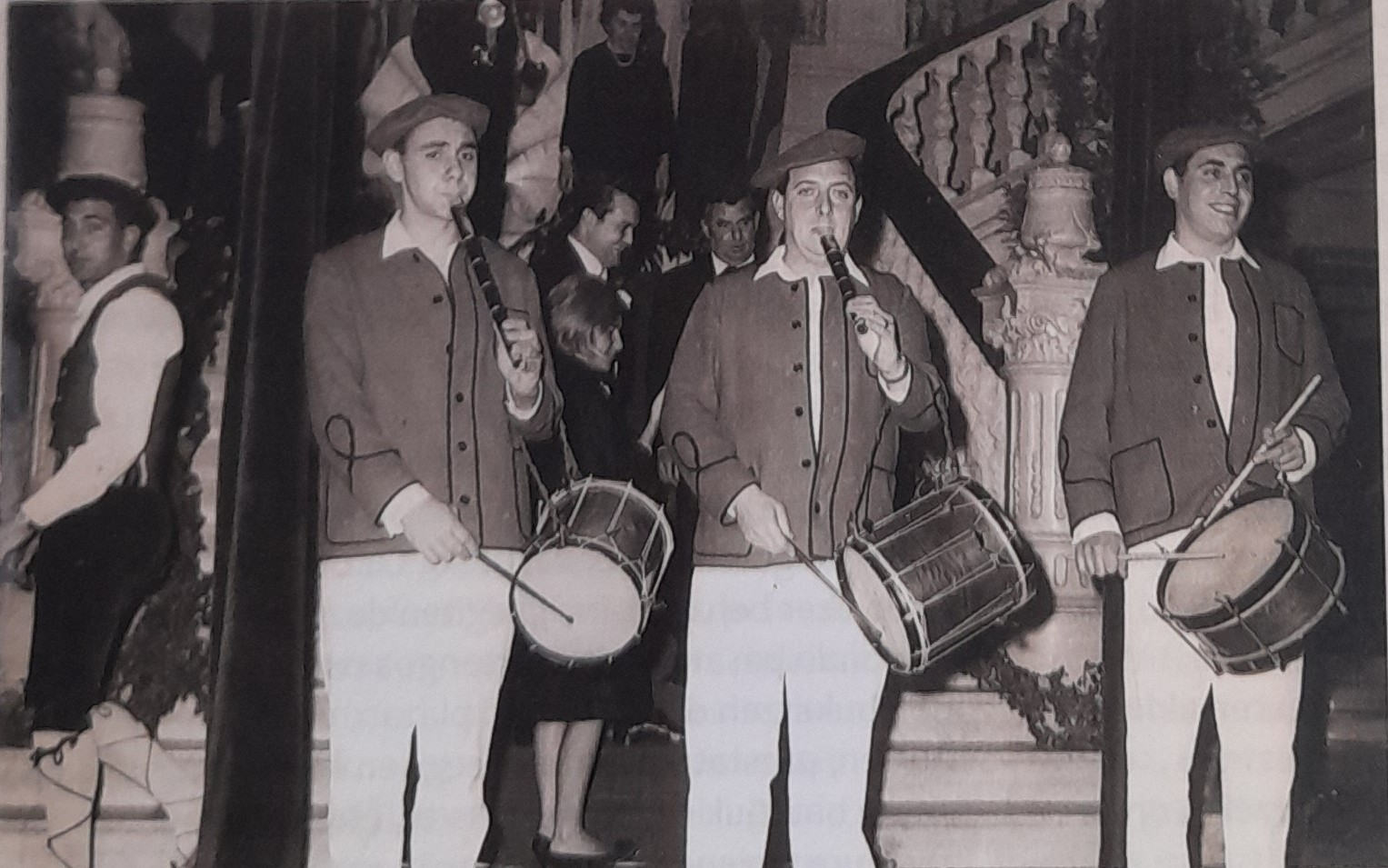
En el Festival de Cine de San Sebastián. 1962
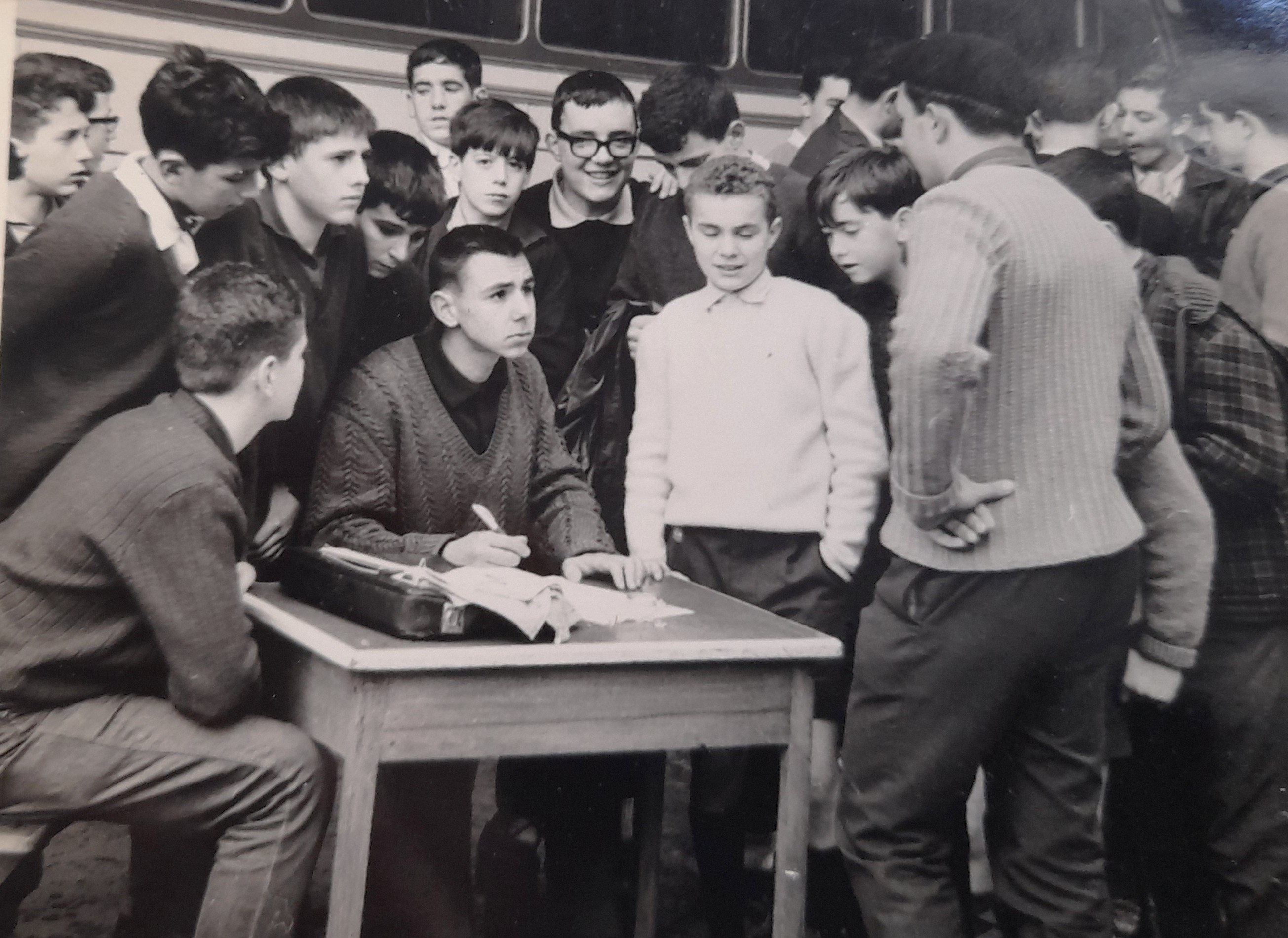
Control de la marcha regulada del grupo Loiola Mendiza. 1962

### Lengua y cultura vasca
El sentimiento vasco y el euskara eran lo más importante para Anton en sus primeros años. Fue txisturlari, tocó el txistu en la música de calle y con grupos de baile, tanto en el Festival de Cine de San Sebastián como en las tamborradas de la sociedad URKI, y empezó a participar en diversos grupos culturales:
- Fue fundador y miembro del Grupo de Montaña “Loiola” de 1962 a 1965.
- De 1962 a 1965 fue miembro del grupo de radio vasco “Donostiarrak” y fue responsable del departamento musical. Este grupo transmitía en la Radio Popular de Loyola.
- 1962-1966 Miembro de la Junta Directiva de la Federación Vasca de Montaña.
- De 1963 a 1970 participó en el grupo cultural y de montaña “Donostia”, siendo además uno de sus fundadores.

Fue en este contesto que decidió dar el paso a trabajar en la ikastola, dejando su trabajo de la panadería. 
Entre medio tuvo que cumplir con el servicio militar, que llevó a cabo durante tres veranos, de 1970 a 1974, en el campamento de Montelareina en Zamora, realizando las prácticas en Vitoria.
Dedicación docente
Antón Mendizabal vivió la creación de las Ikastolas  allá por el año 1968. Jacinto (Fernandorena) Setien la convenció para que se uniera a la misma, en una época en la que en las ikastolas solo ejercían mujeres. Abandonó los estudios empresariales y comenzó a estudiar Filosofía y Letras, añadiendo posteriormente los estudios de pedagogía. Así fue como se incorporó al mundo de las ikastolas, dejando su trabajo de panadero. 
Empezó a trabajar en Orereta Ikastola de Rentería en 1968 y permaneció allí hasta 1997. Trabajó en los niveles BBB y UBI, enseñando ciencias naturales, educación sexual, cultura musical, historia del arte y artes plásticas. Pronto se uniría al movimiento de renovación pedagógica del bachillerato en las ikastolas, del que formó parte de 1970 a 1985.

#### Contribuciones a la docencia

##### Actividades pedagógicas especiales
- Cooperativismo : "Grupos de Trabajadores", "En la escuela", "Grupo de cicloturismo", Pedagogía conjunta multidisciplinar. [4]
- Coordinación Pedagógica del Equipo de Profesores de Bachillerato del Colegio Orereta.
- Fundador y docente de la escuela de padres y madres (1971).
- Profesor en Cursos Pedagógicos: ICE (1977), Adarra (1978), Liceo Santo Tomás (1978).
- Promotor de la escuela de formación de docentes GIUTI / EUTG. (1975).

##### Redacción de textos y publicaciones
- Musikaren Historia, “Artearen historia”. Elkar. 1984
- Kirol hiztegia. UZEI. Elkar. 1985 [5]
- Colaboraciones en revistas pedagógicas: Jakin (1972), Urrats (1978-79), Lokarri pedagogikoa (1977-80).
- Producción de video: “Oiarson aldeko artea”. Ikastolen Elkartea (1985)[6]

### Docencia fuera del ámbito de la ikastola
- Universidad del País Vasco. Zorroaga, San Sebastián. Profesor de pedagogía general (1978).
- Club de Arte Catalina de Erauso. Profesor de escultura (1982-84) y profesor de cultura musical (2002-2005)
- Diputación Foral de Gipuzkoa. Profesor de talla (1985-87).
- Ikertzen. Profesor de escultura con niños (2003-05).

Con el paso de los años y paralelamente a la docencia, comenzó a dedicarse a la artesanía y la escultura. Estos trabajos le ocuparán cada vez más tiempo y acabará abandonando la docencia para sumergirse de lleno en el mundo del arte.

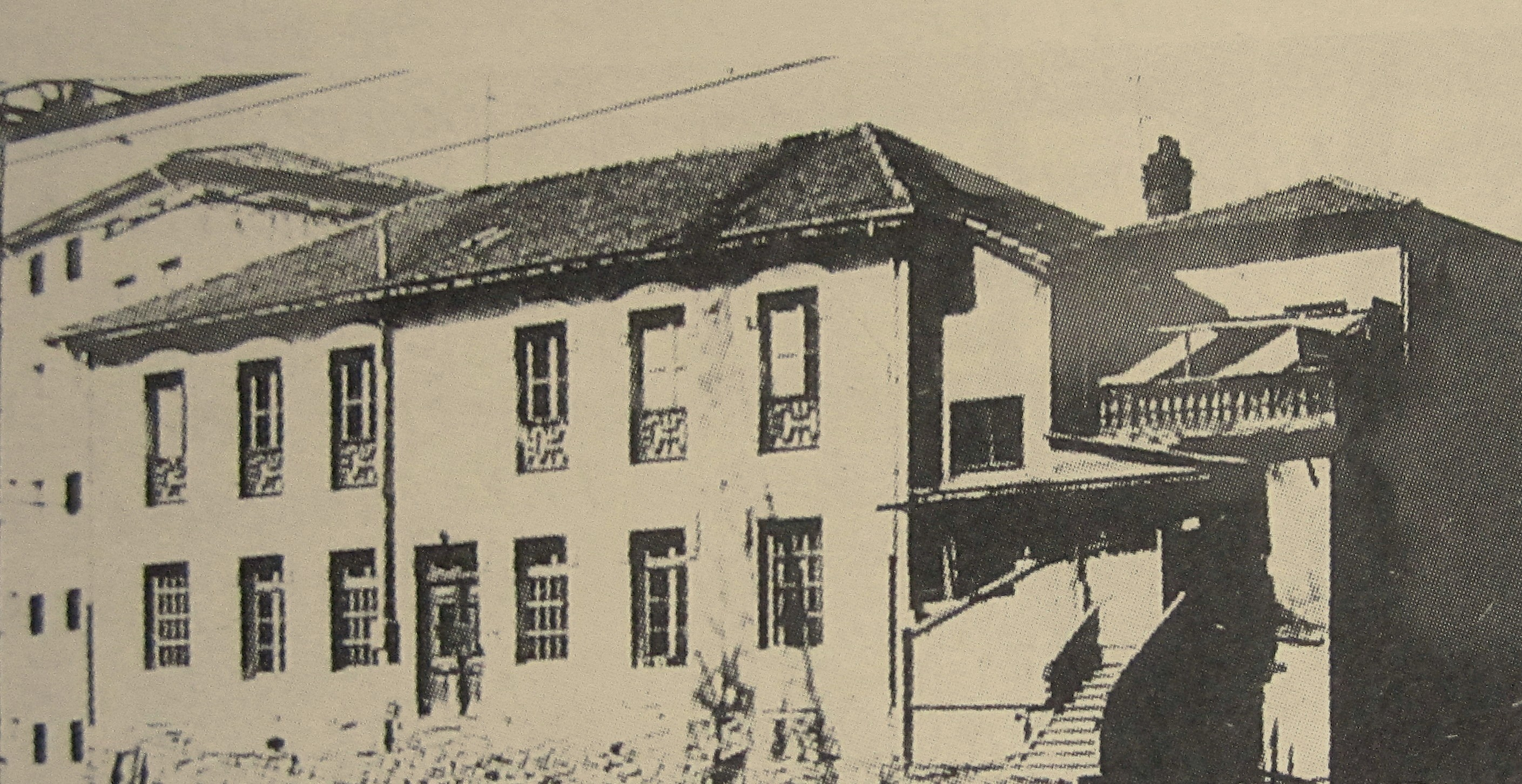
PAKE TOKI. La primera residencia de secundaria. 1970
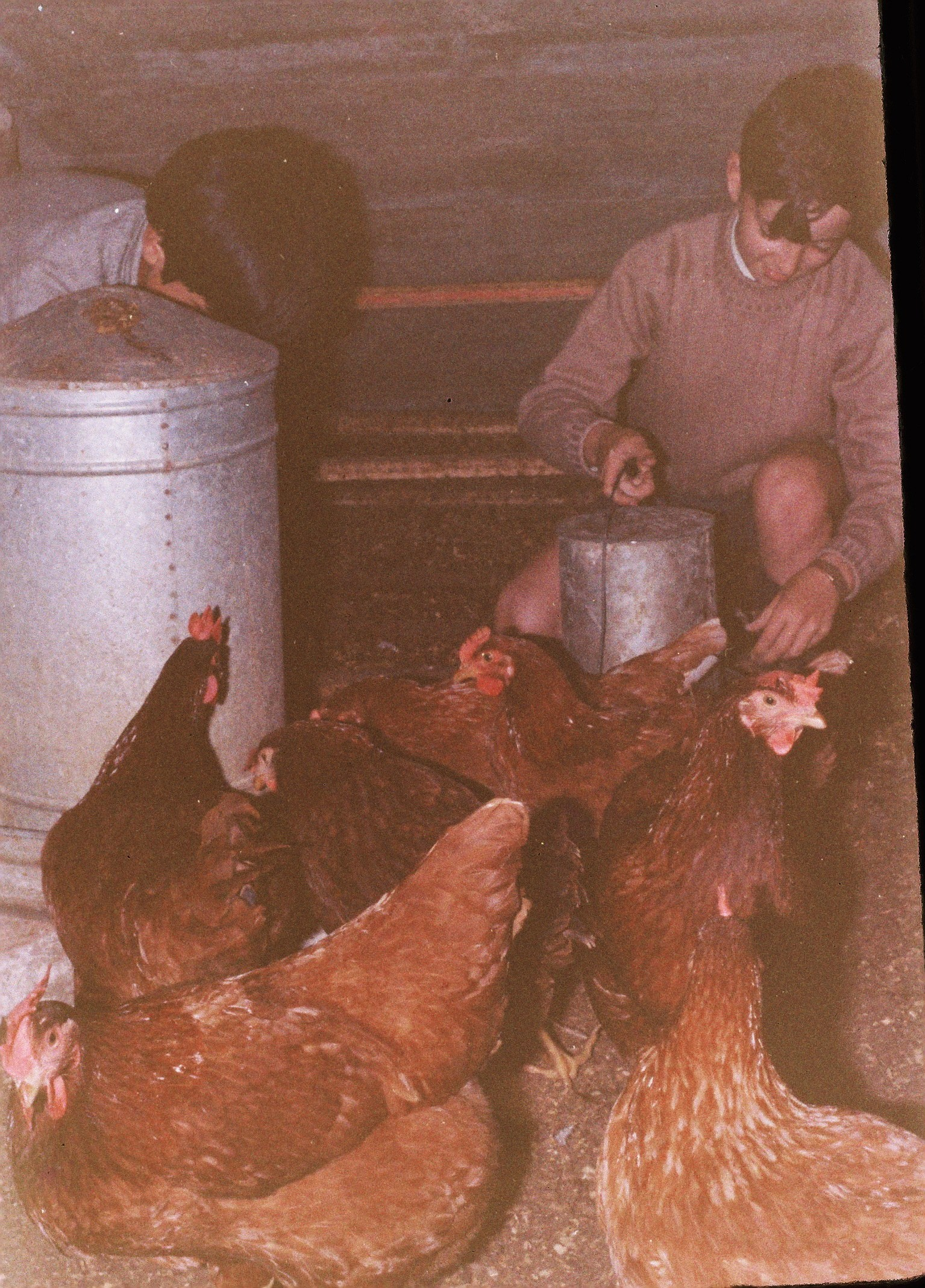
Grupos de trabajadores. 1971
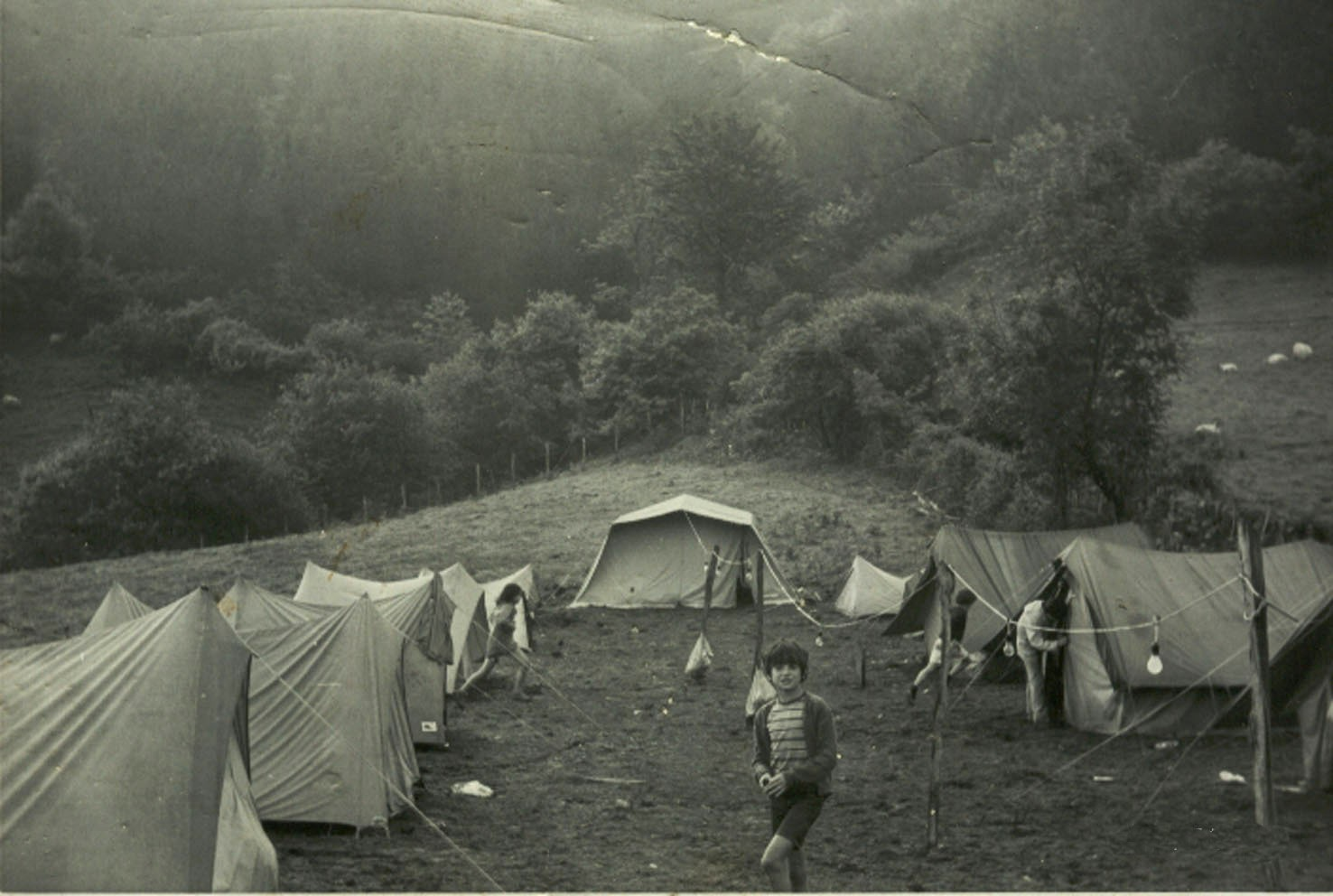
Acampada con estudiantes. BEINZAR, Karrika. 1971
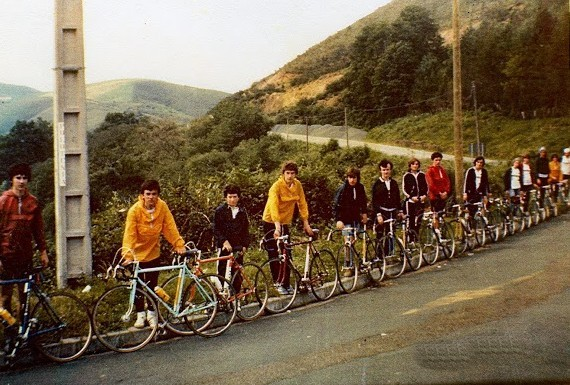
Grupo Cicloturista. Azkaine. 1980
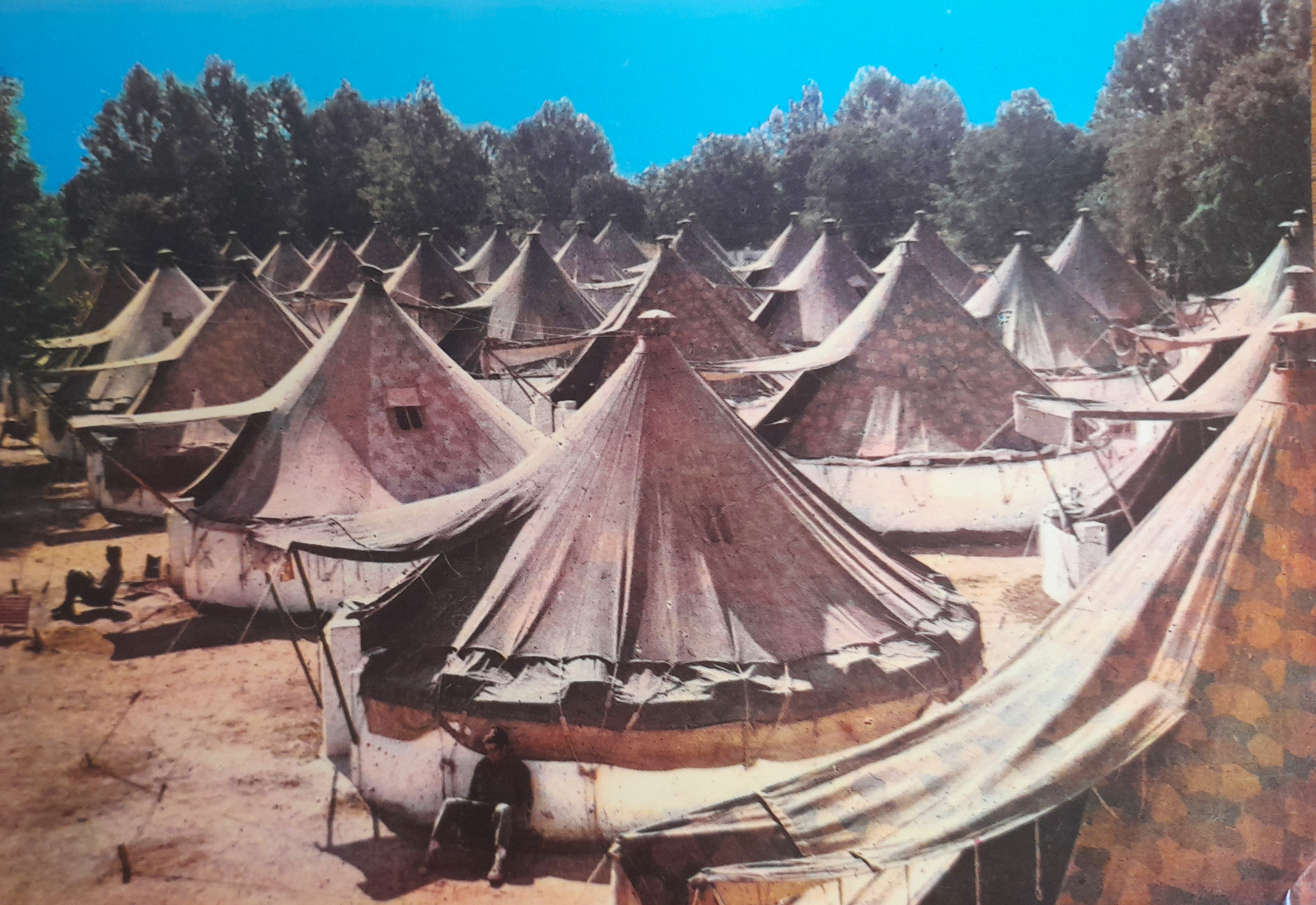
El campamento de Monte la Reina. 1970
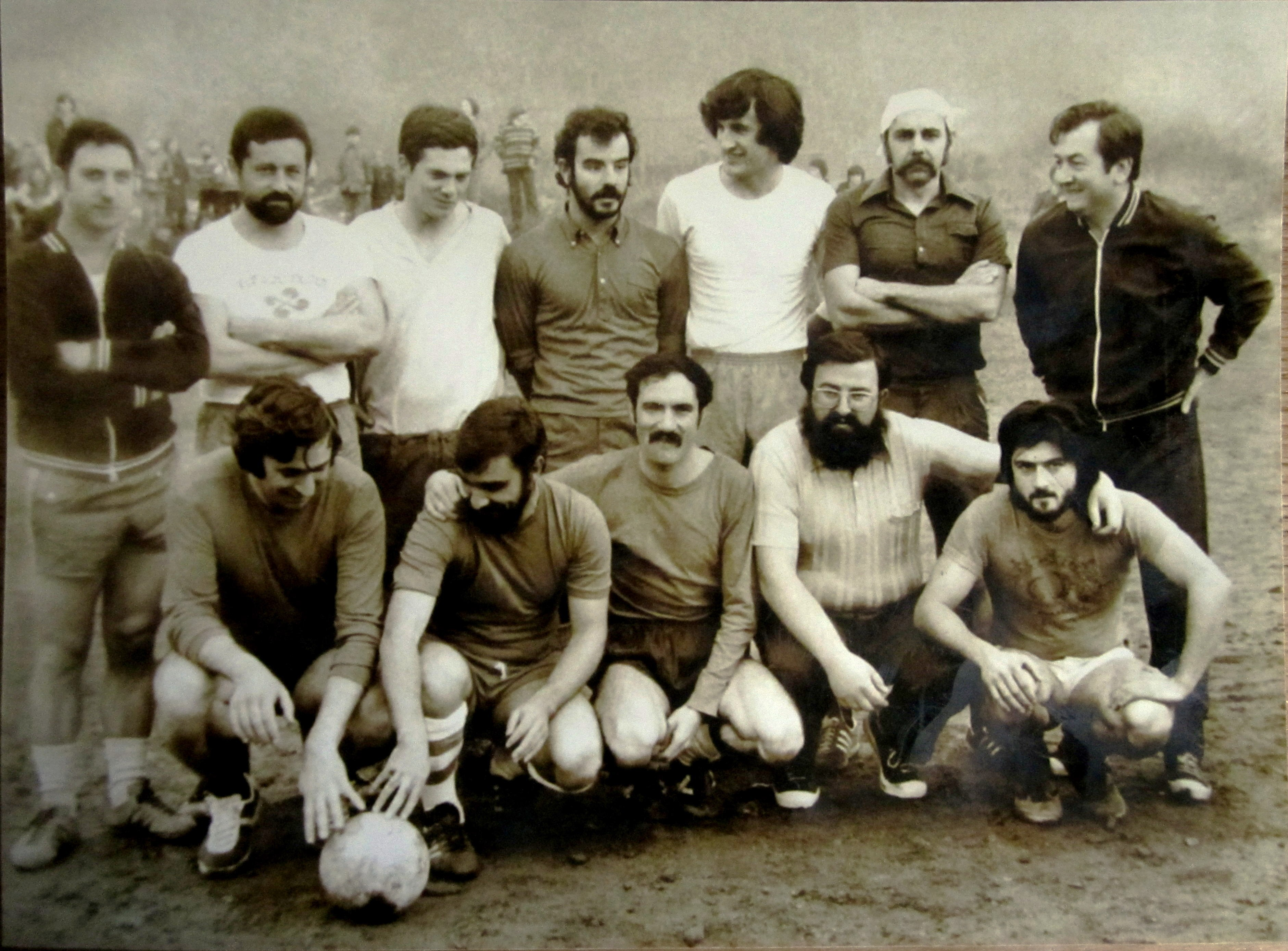
Equipo docente. 1978
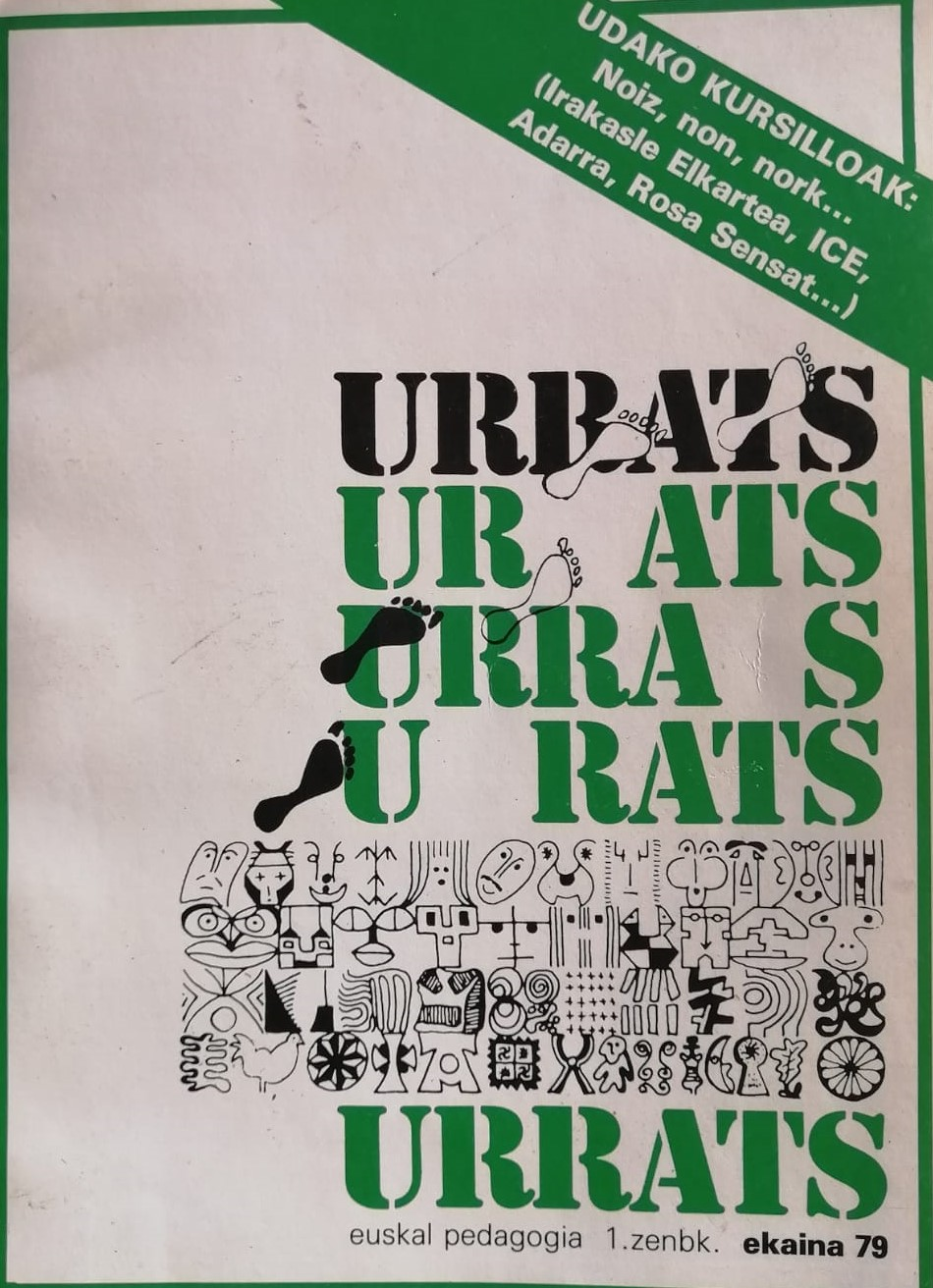
Revista pedagógica. 1979
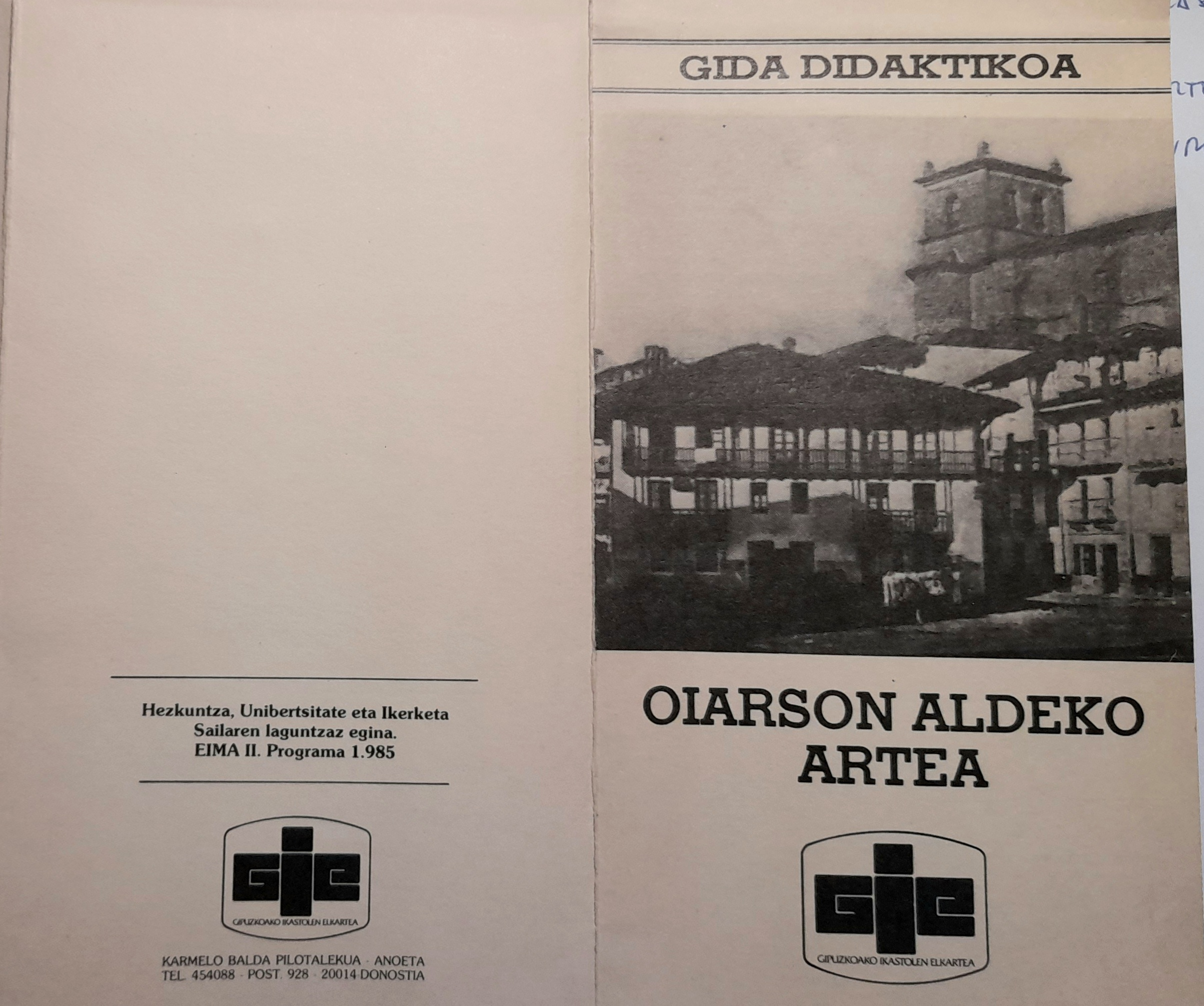
Vídeo de arte. 1985

## Fundador de grupos de arte y cultura
Es fundador del innovador grupo artesanal “Arrancadilla” y de la asociación cultural “Pagoarte”. El colectivo Arrancadilla se funda en 1985 tras el I Taller de Otoño de encuentros de artesanos de Madrid. Reúne a artesanos profesionales de las comunidades autónomas de Andalucía, Canarias, Cantabria, Aragón, País Vasco, La Rioja, Madrid, Murcia y Valencia.  La Asociación Cultural Pagoarte se fundó en Oyarzun en octubre de 1997. Junto a Antón, fueron fundadores su hermano Mikel e Imanol Irigoien, pintor y poeta. El objetivo principal fue fortalecer y promover la cultura vasca. Además de las labores creativas, también se organizaban exposiciones para dar a conocer el arte y la cultura. Pagoarte finalizó su actividad 2007.

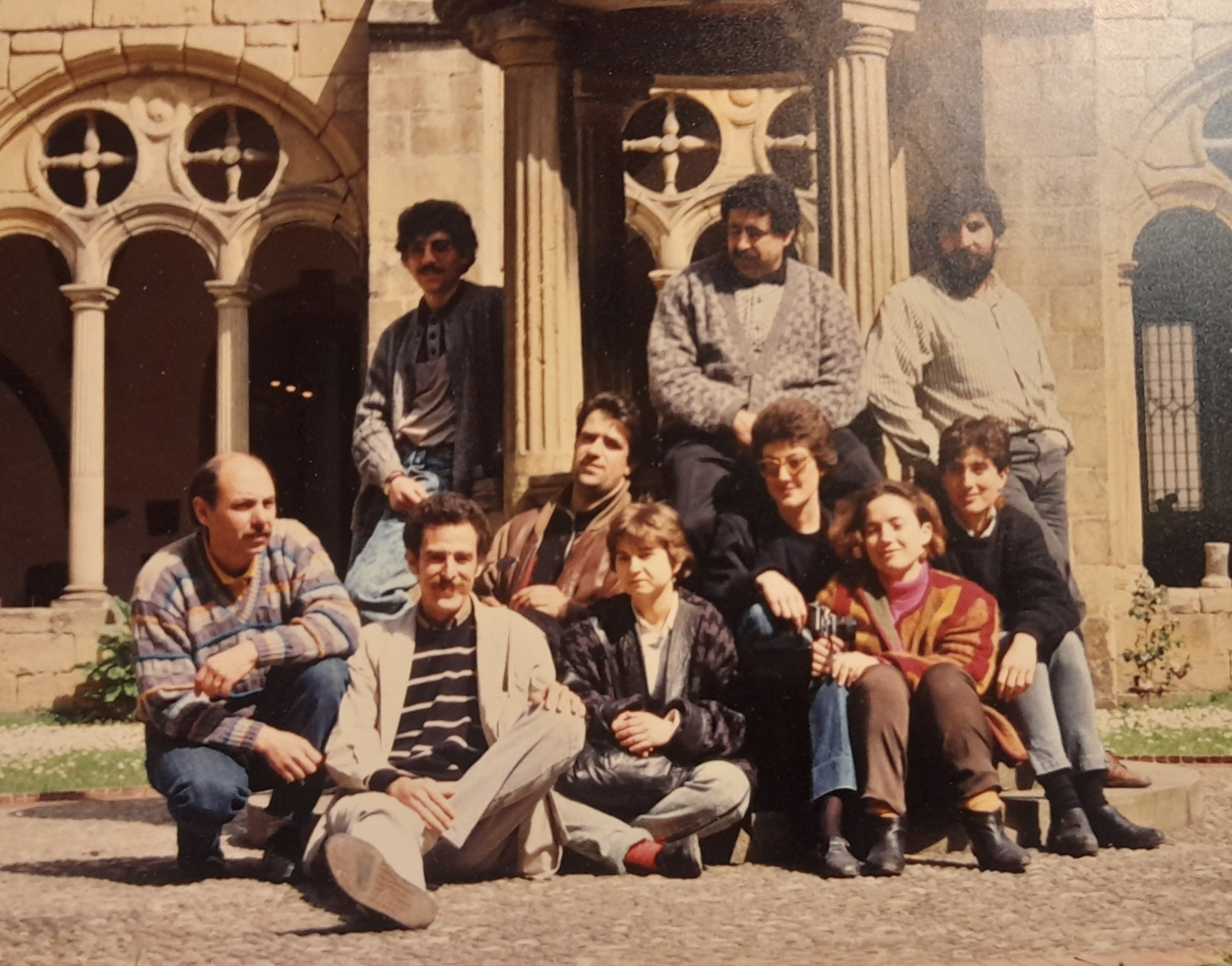
El Grupo Arrancadilla. 1987
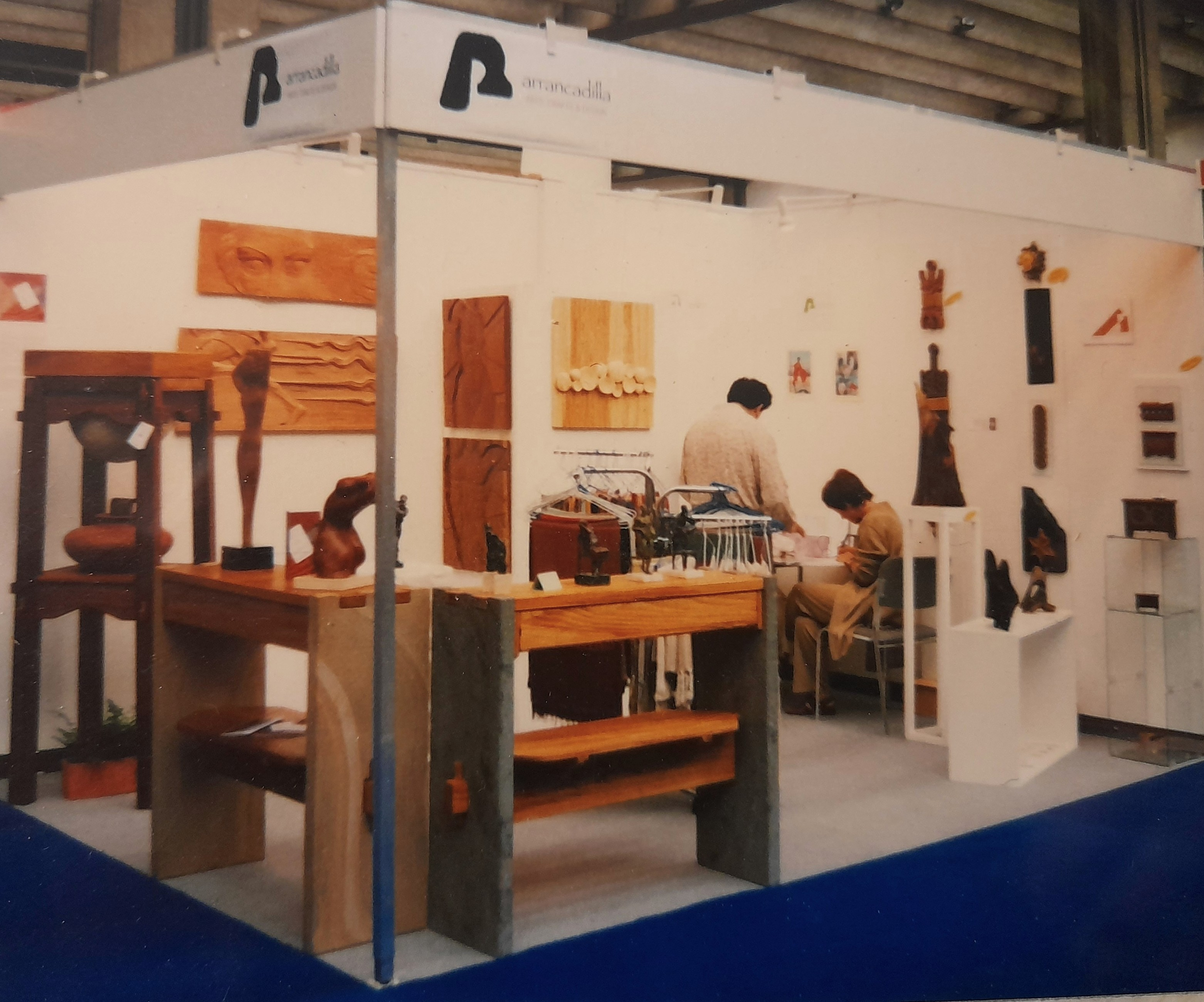
El stand de Arrancadilla. Frankfurt 1990
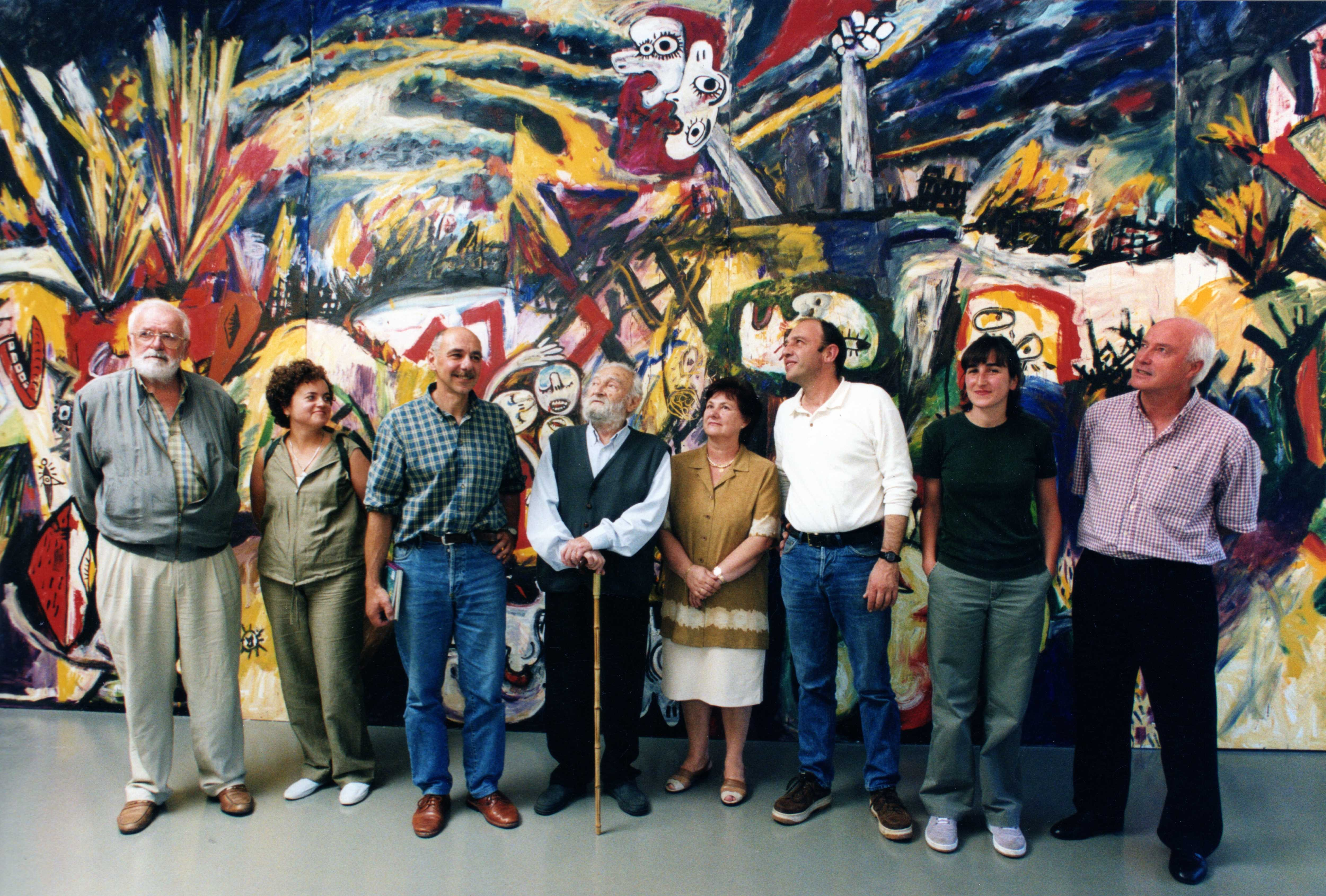
Pagoarte. Gernika de Zumeta. 1999
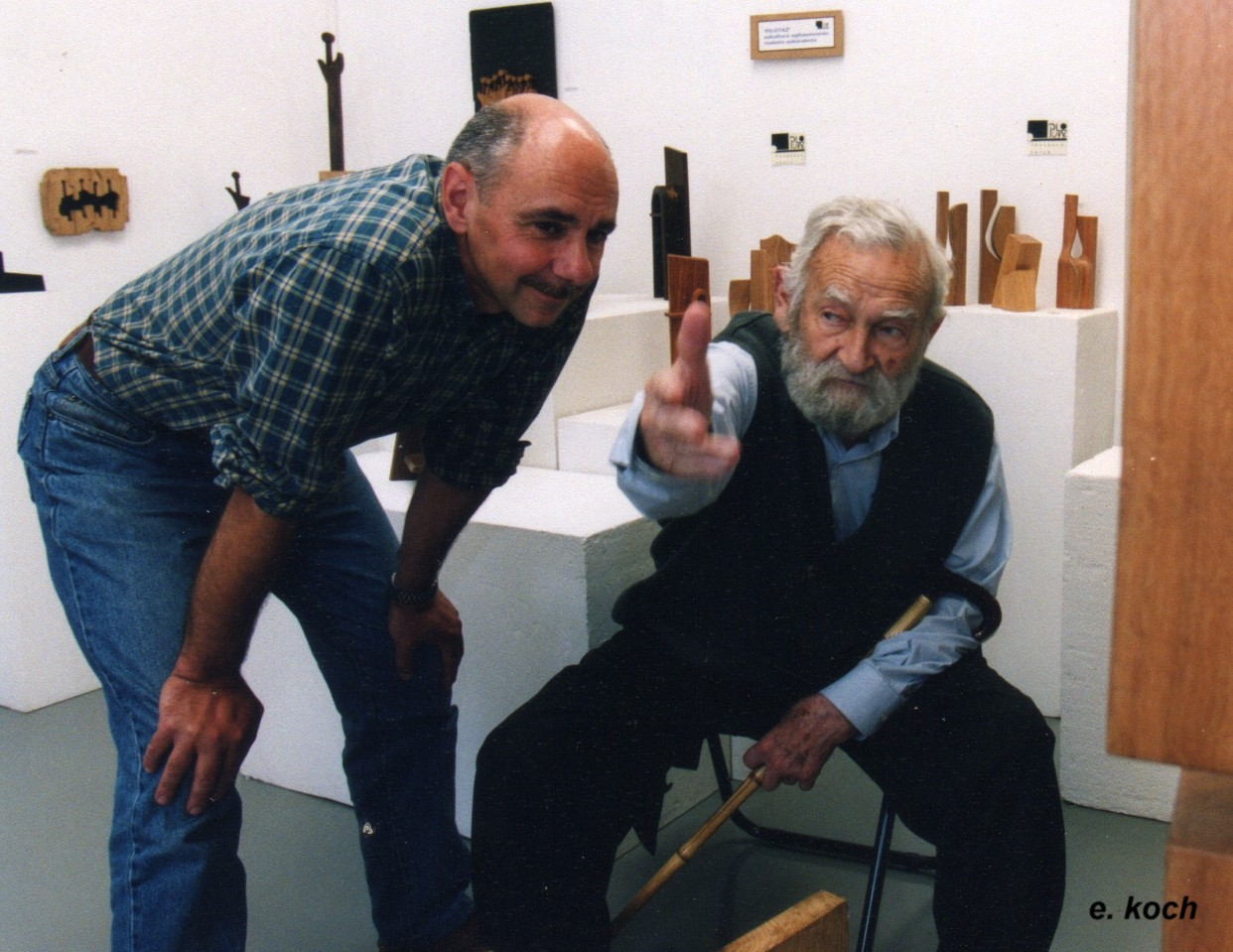
Pagoarte. A Mendizabal con J. Oteiza. 1999

## Artesanía y escultura
Comenzó a trabajar la madera artesanalmente en 1970 con su tío Alejandro Amenábar cuando estudió talla vasca (candelabros o argizaiolas, cajas...)
En 1980, tras conocer a Manuen Lekuona, comienza su carrera como escultor con obras basadas en la mitología vasca y los megalitos .
A pesar de haber trabajado en temas muy diversos, fundamentalmente han sido tres  los ejes principales de su trayectoria:
- Temas mitológicos, etnográficos y megalíticos (Intxixua, argizaiola, kronletxa…)
- Pelota
- Música

Para abordar estos temas principales ha creado una amplia gama de esculturas: “Argela”, “Argenbor”, “Krontela”, “Intixubaratz”, “Pilotaz”, “Soinuak Soin”… 
Cada tema principal ha sido concluido con una obra representativa, a modo de “ epílogo ”; “Sutar”, “Oteiza Pilotaleku” en Azkoitia, “Akorde”.

Ha realizado numerosas obras públicas en Oyarzun, San Sebastián, Irún, Azcoitia, Villafranca de Ordizia, Lasarte-Oria, Urepel, París y Subirats . 

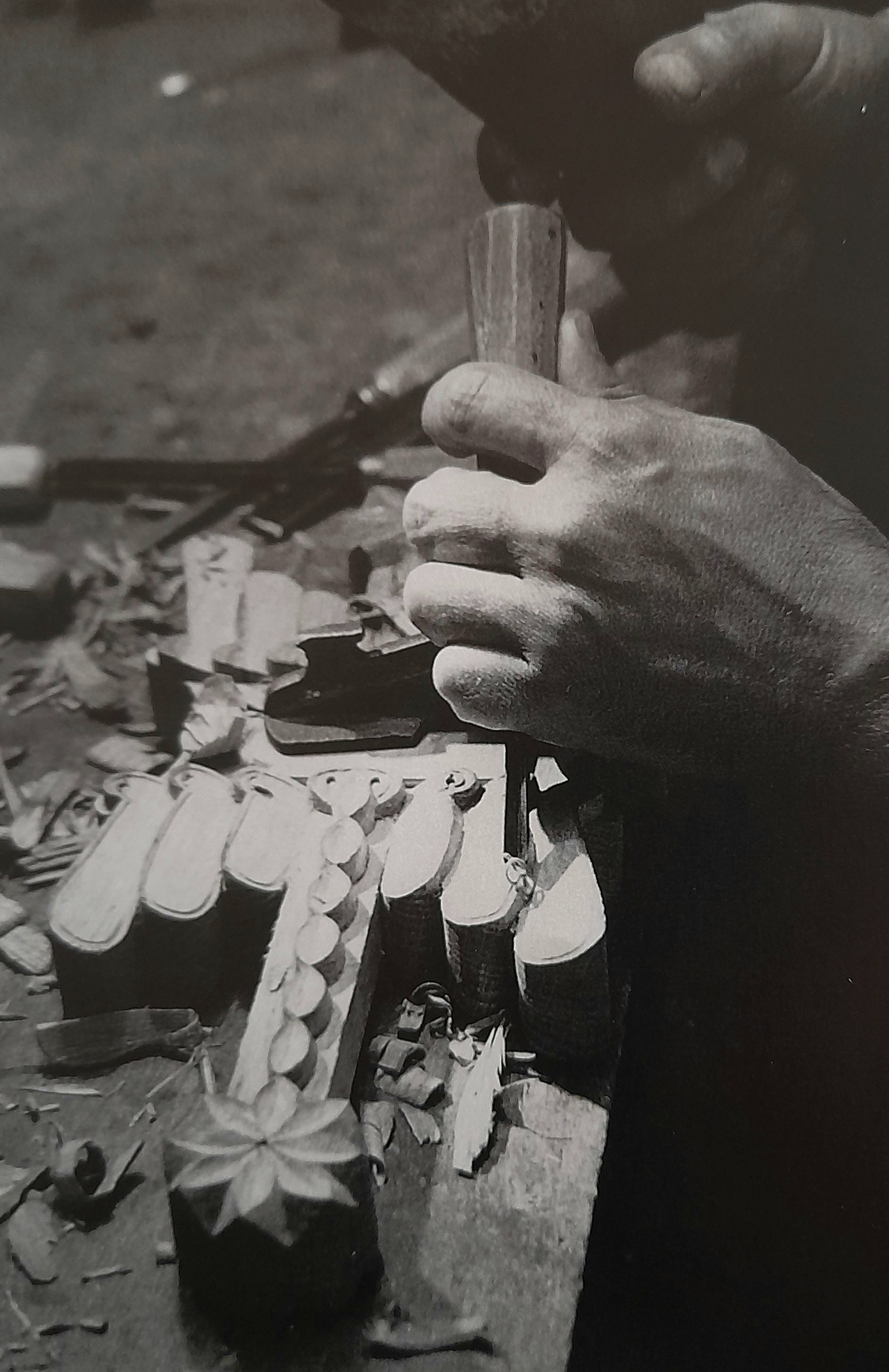
Talla vasca. Argizaola. 1978
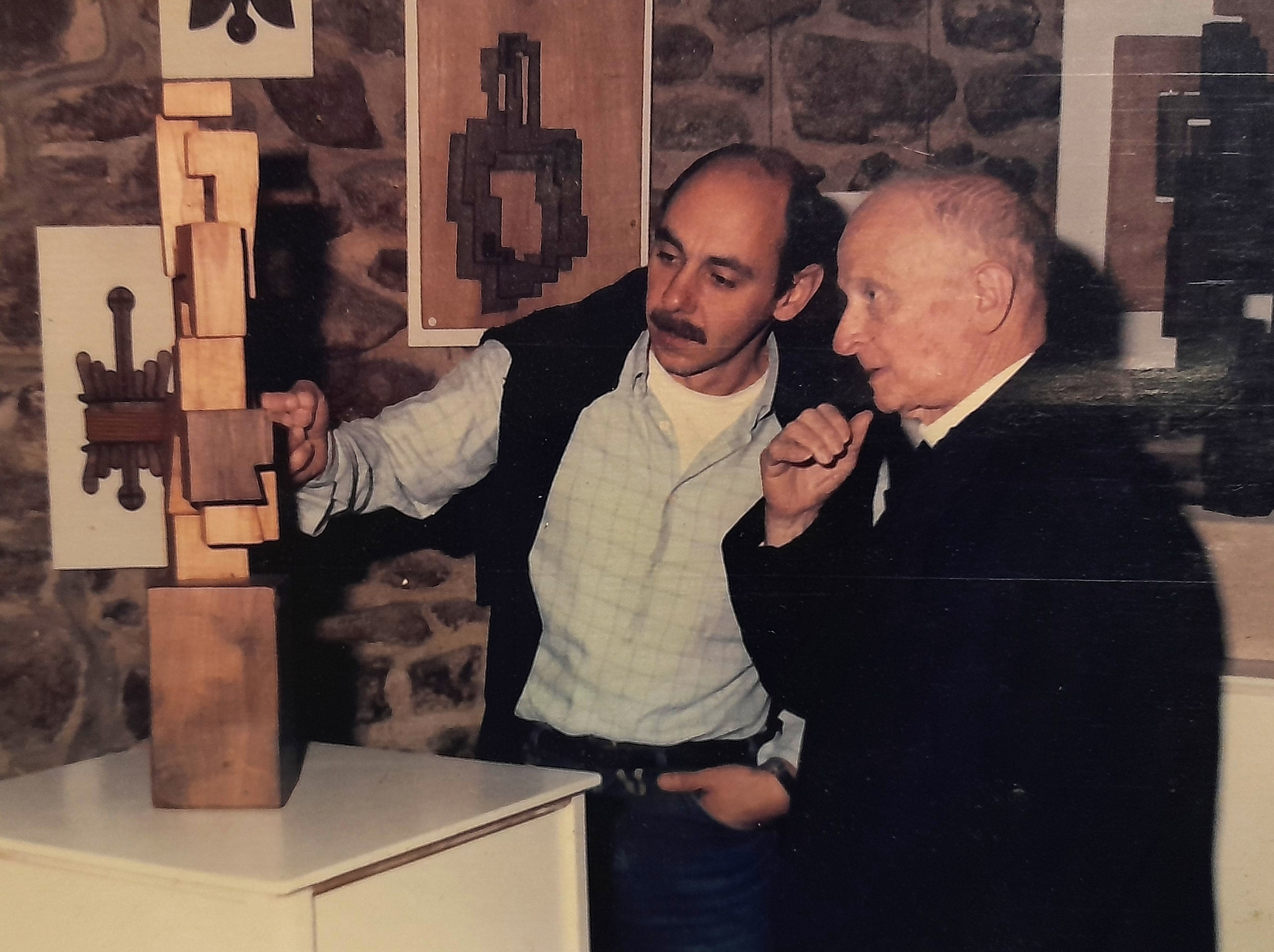
Con Manuel Lekuona. Galería Gaspar. 1985
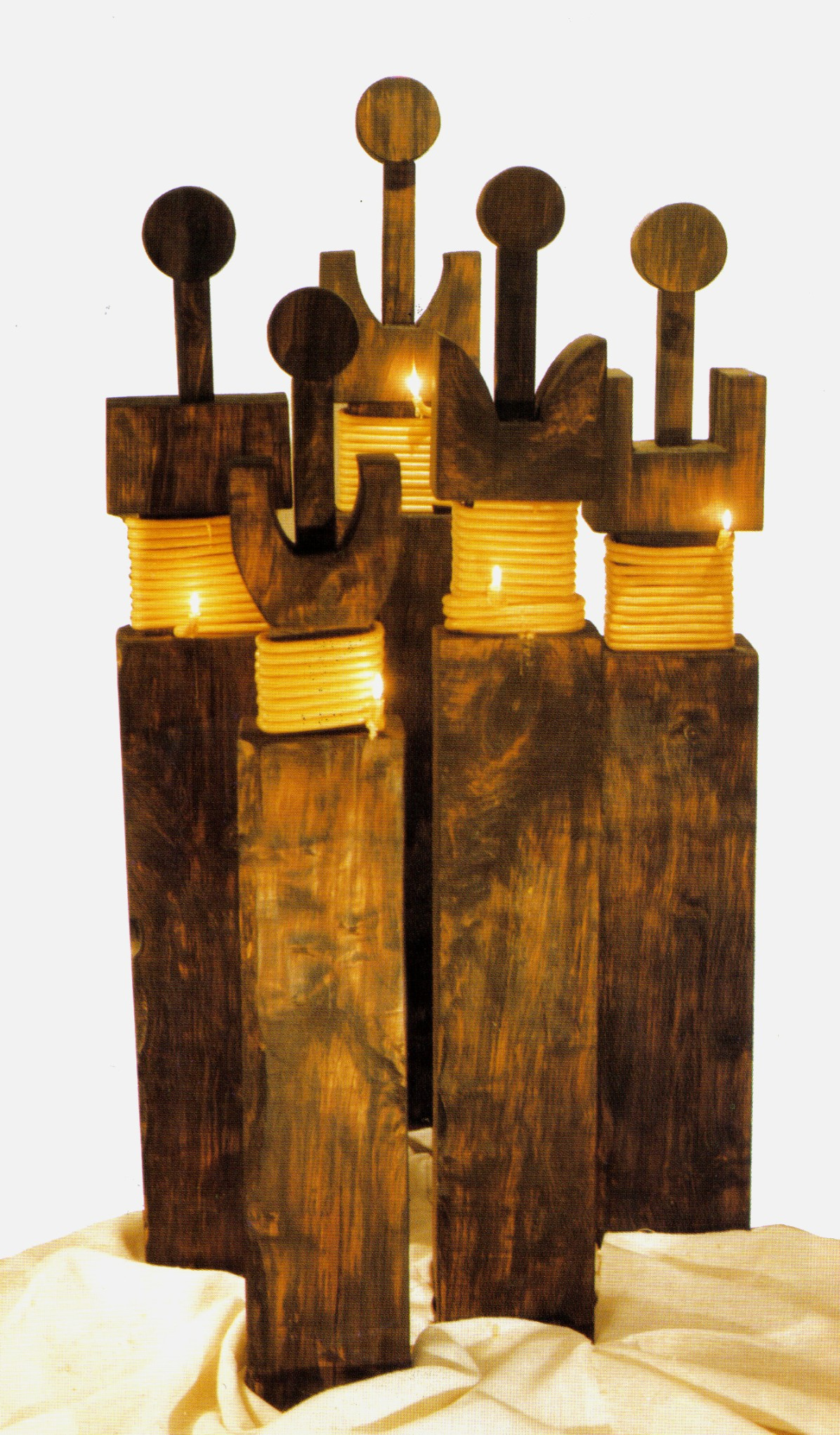
Argenborbaratz. 1991
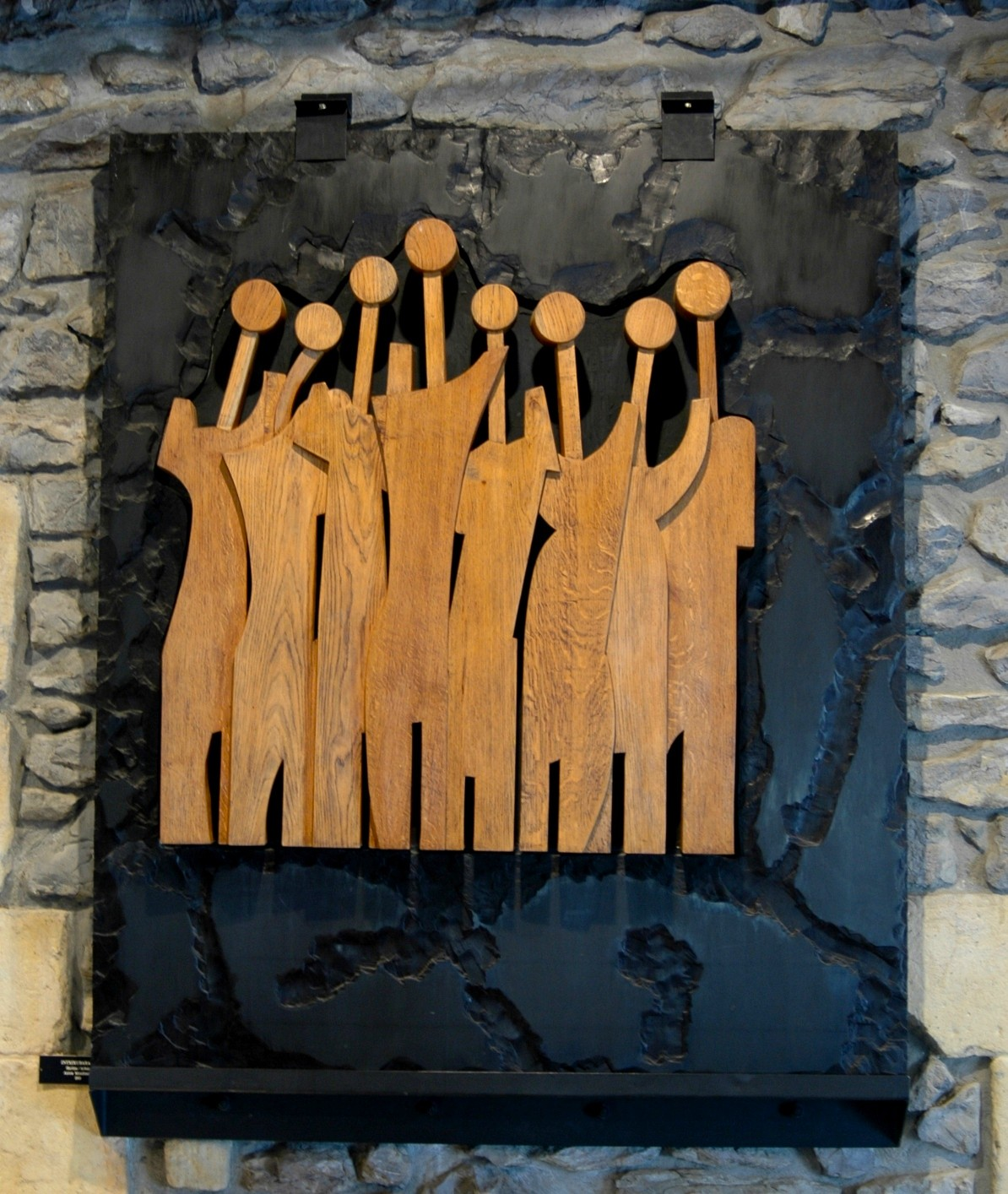
Intxixubaratz.1992 en el salón de plenos de Oyarzun
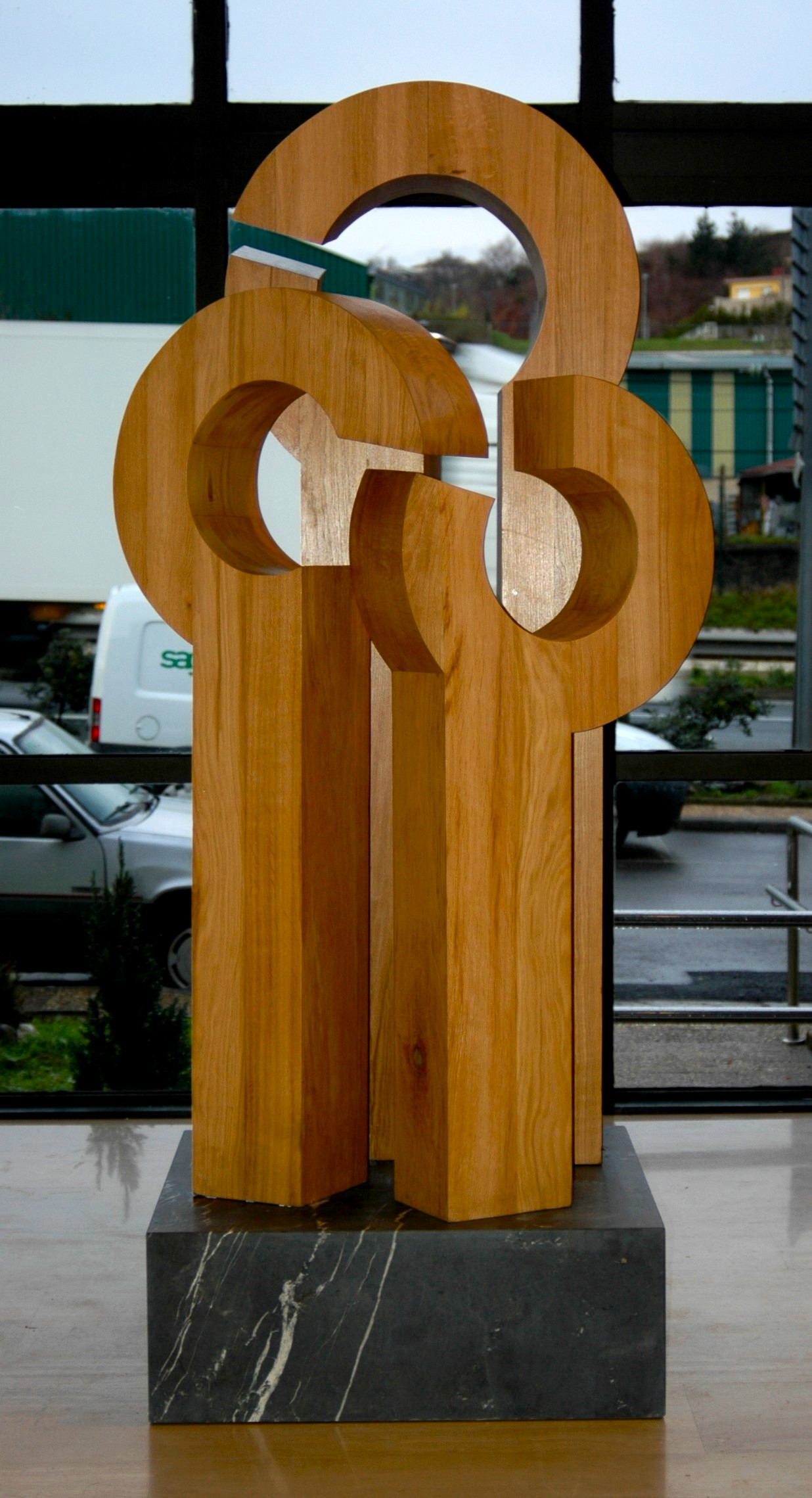
Krontelatalde. 2006. En la Funeraria Rekalde
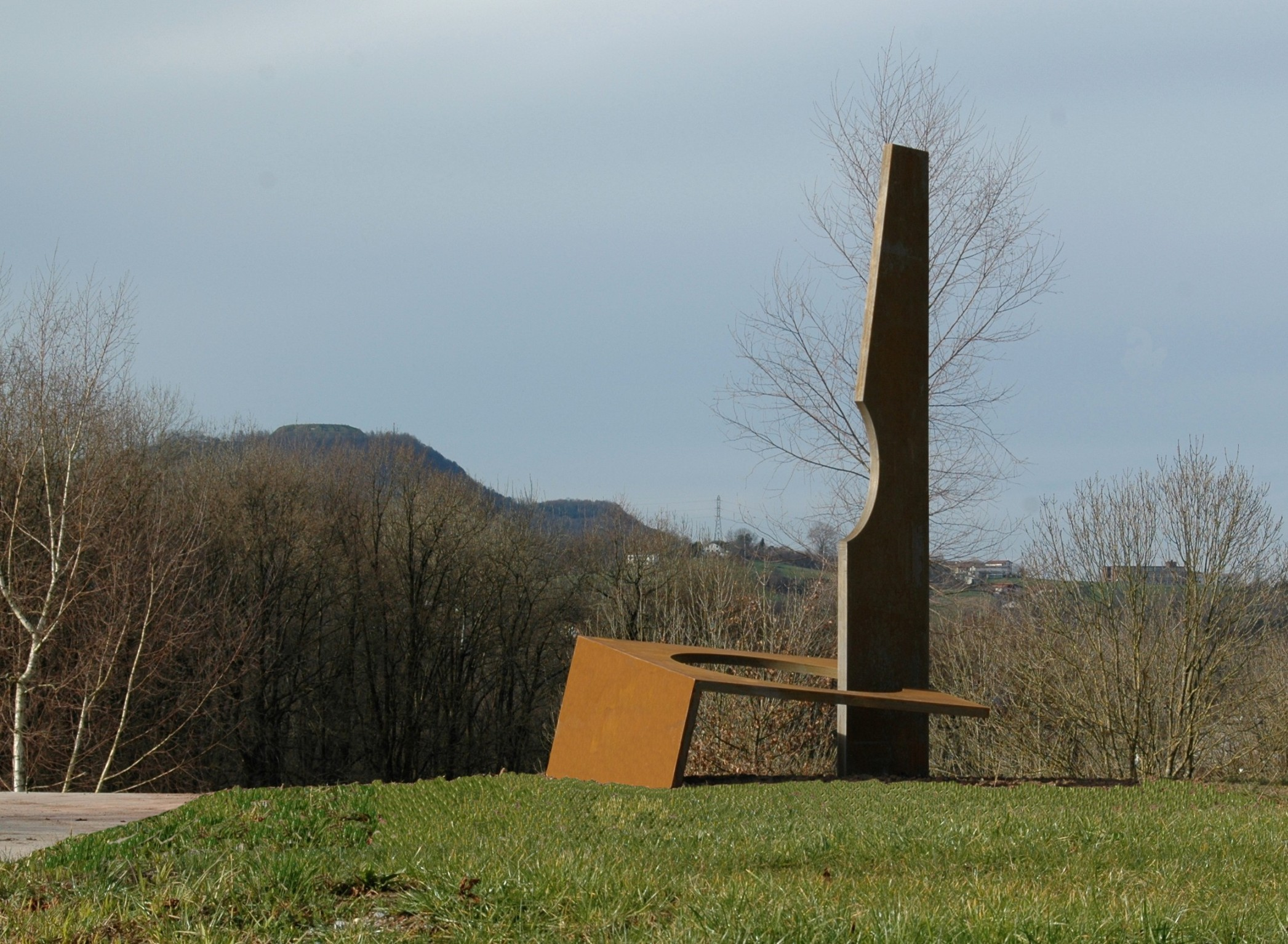
Sutar. Oyarzun. 2008
Frontela.1983
Ezkerpareta estalia. 1997
Pilotaria. 1999
Pelotakada. 2000
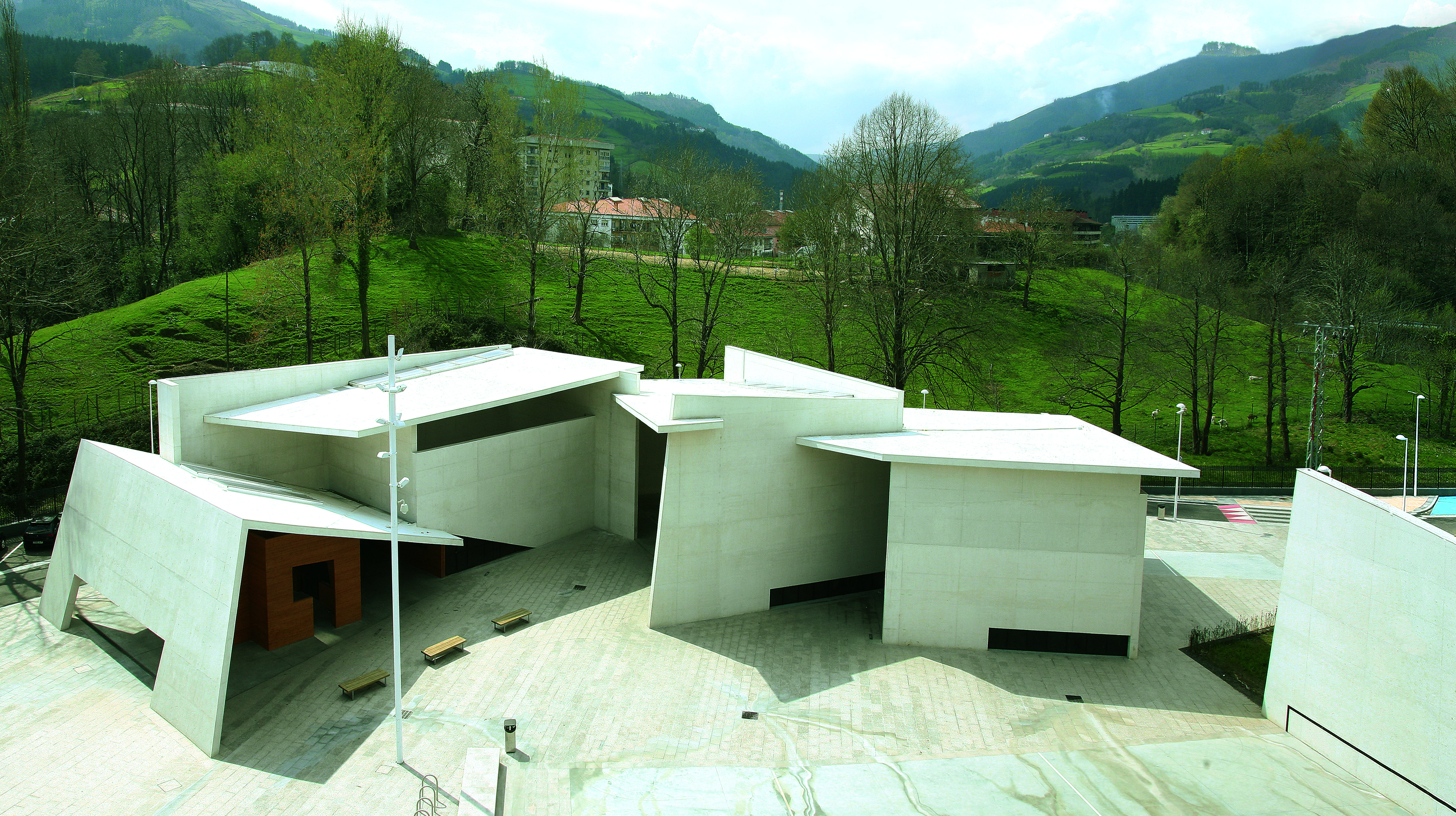
Frontones en honor a Oteiza. Azcoitia. 2005
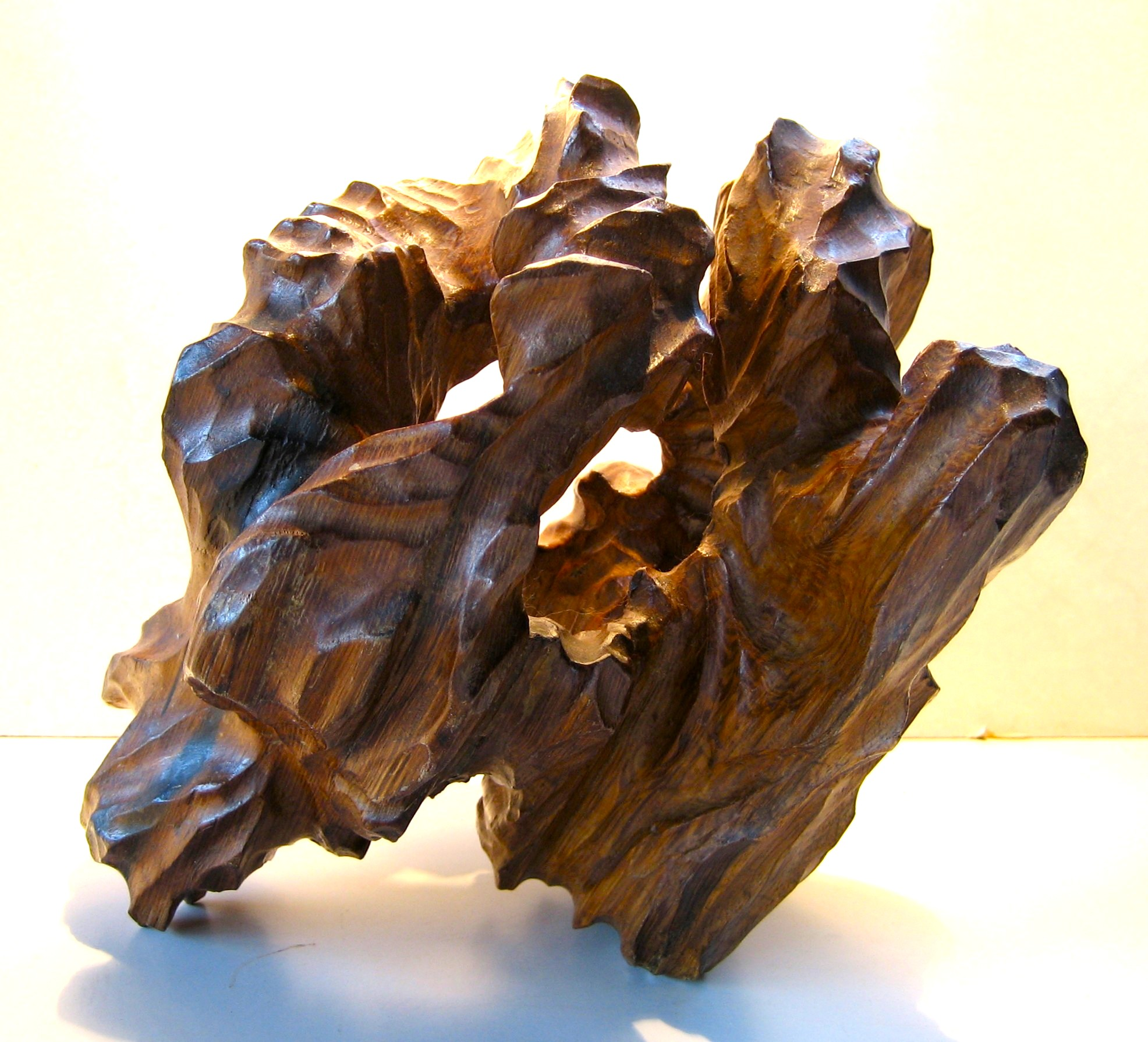
Parsons. 1980
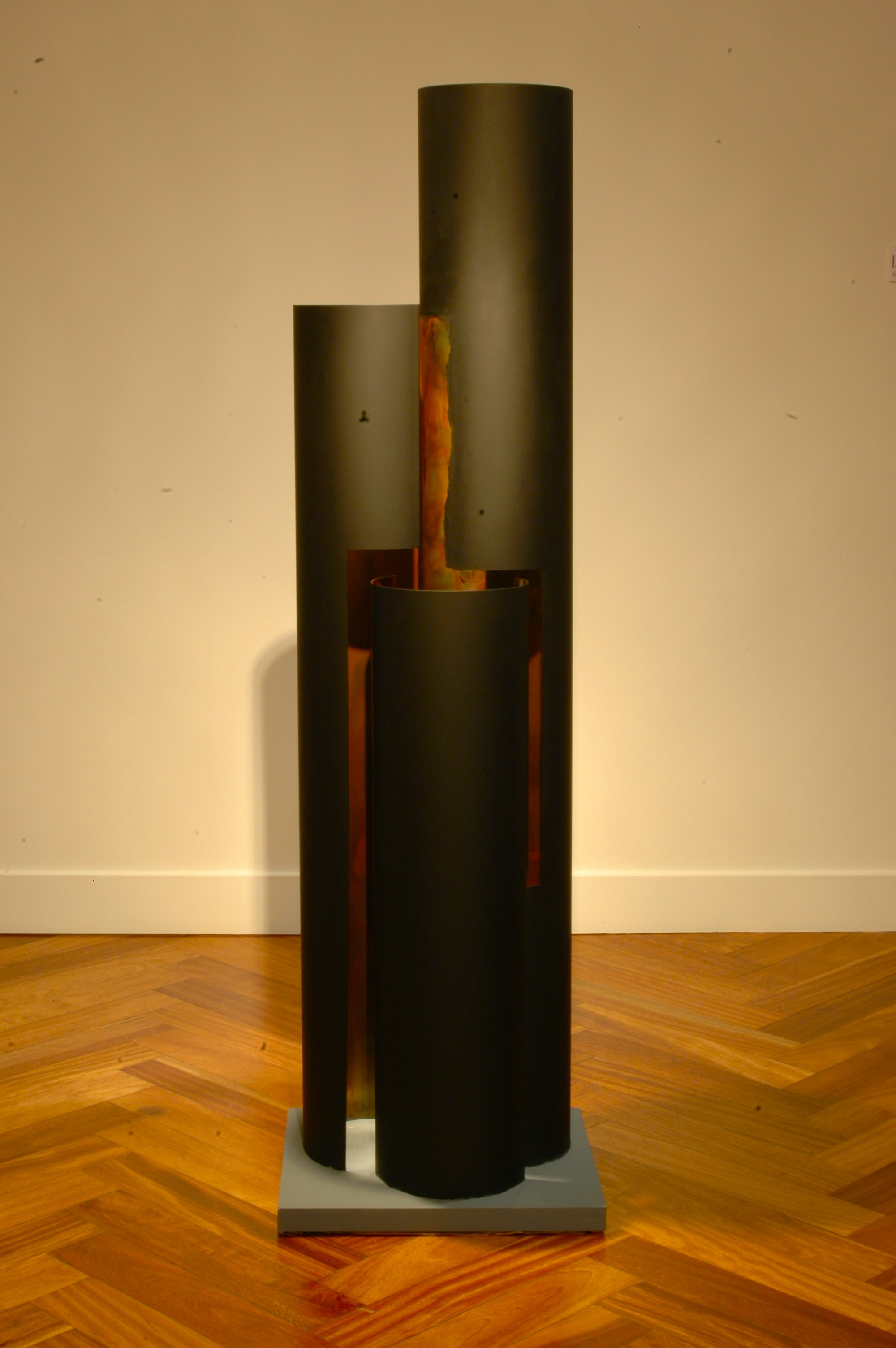
Hirutasunen misterioa. O. Messiaen. 2005
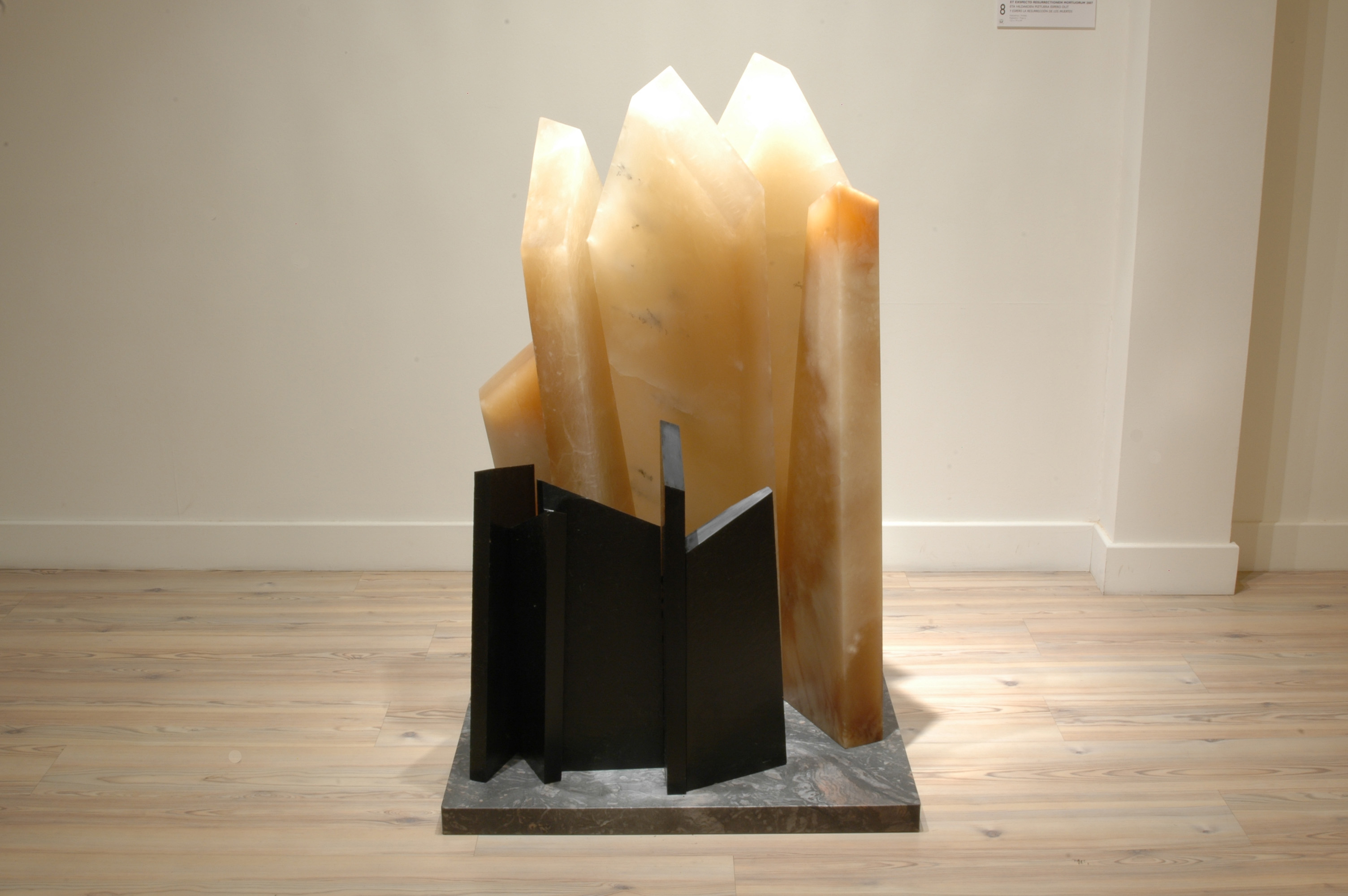
Resurrectionem mortuorum. O. Messiaen. 2007
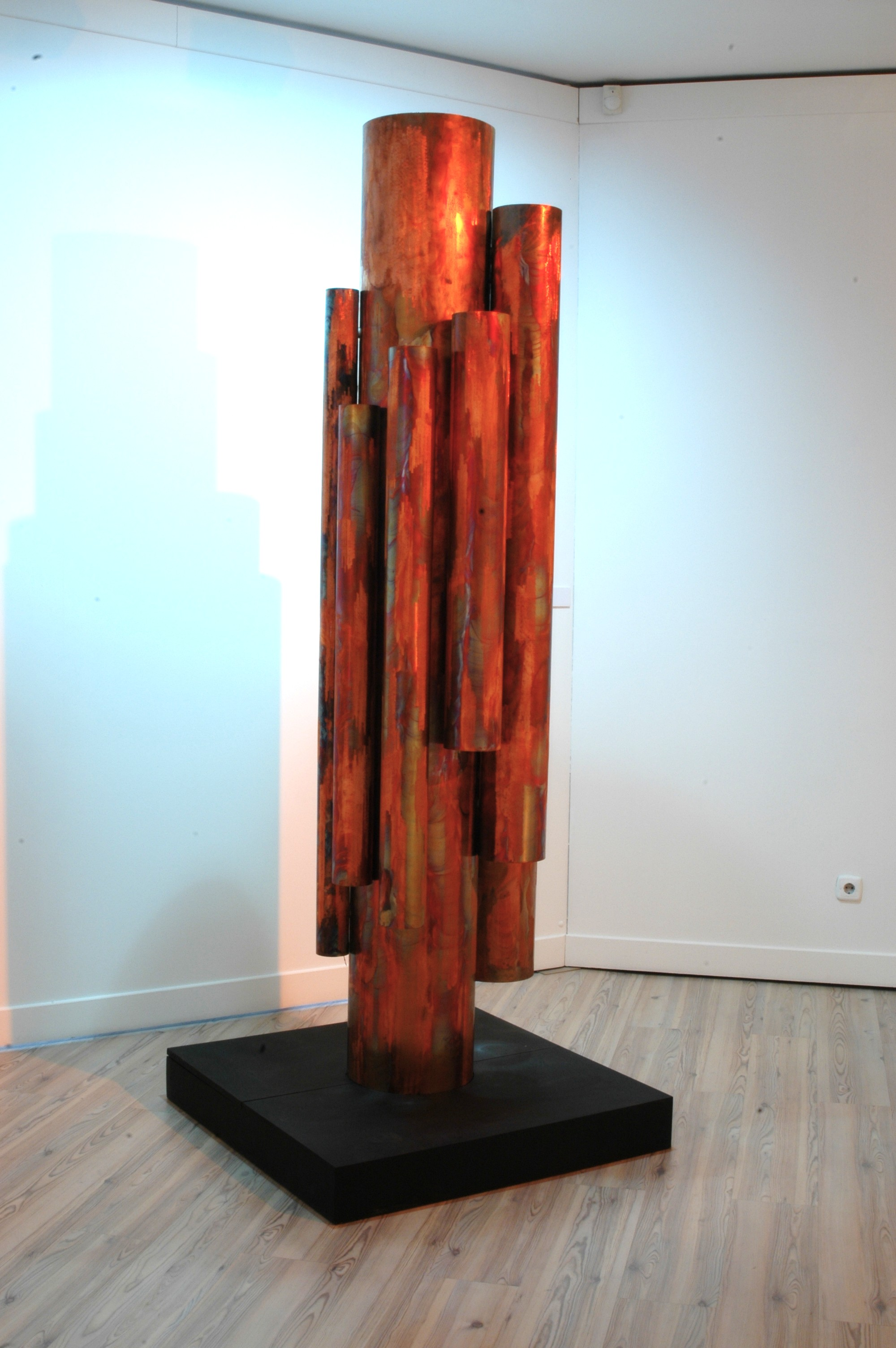
Akorde. 2012
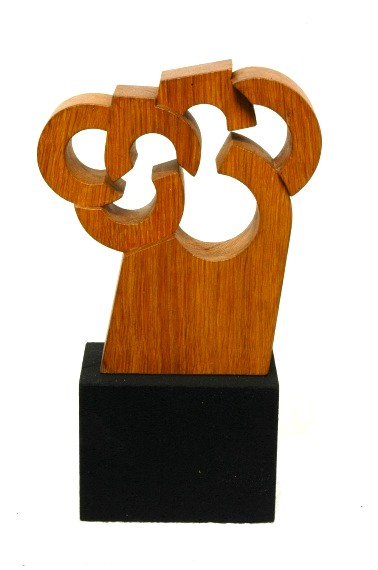
Euskal selekzioa. 1999

### Recuerdos, logotipos y carteles
Ha creado numerosas esculturas, logotipos y carteles exclusivos para diversos ayuntamientos y colectivos.

#### Esculturas
La Asociación de Ikastolas, la  Asociación Bertsozale, el Ayuntamiento de Oyarzun, el Ayuntamiento de Lasarte-Oria, el Ayuntamiento de Azkoitia,  Egunkaria, Berria, Argia, el Campeonato de Gipuzkoa deAurrresku, el equipo Bizarain de Altza, el equipo Ereintza de Rentería, los Sider Lovers de Rentería, la Selección Vasca, Argi Berri equipo de Ordizia, la Ikastola Haurtzaro de Oyarzun, el Banco de Alimentos de Guipúzcoa… 

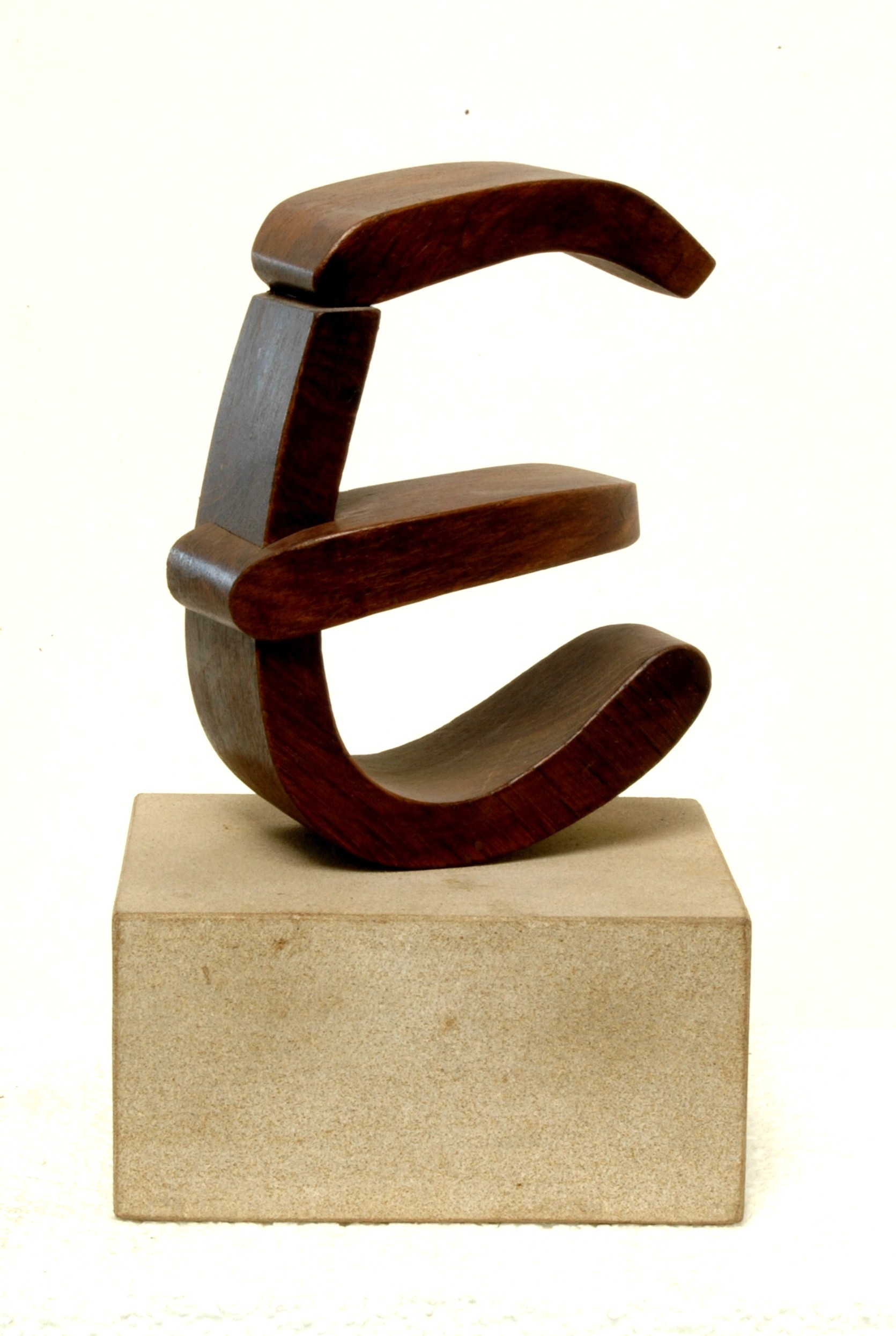
Euskaldunon Egunkaria. 2001
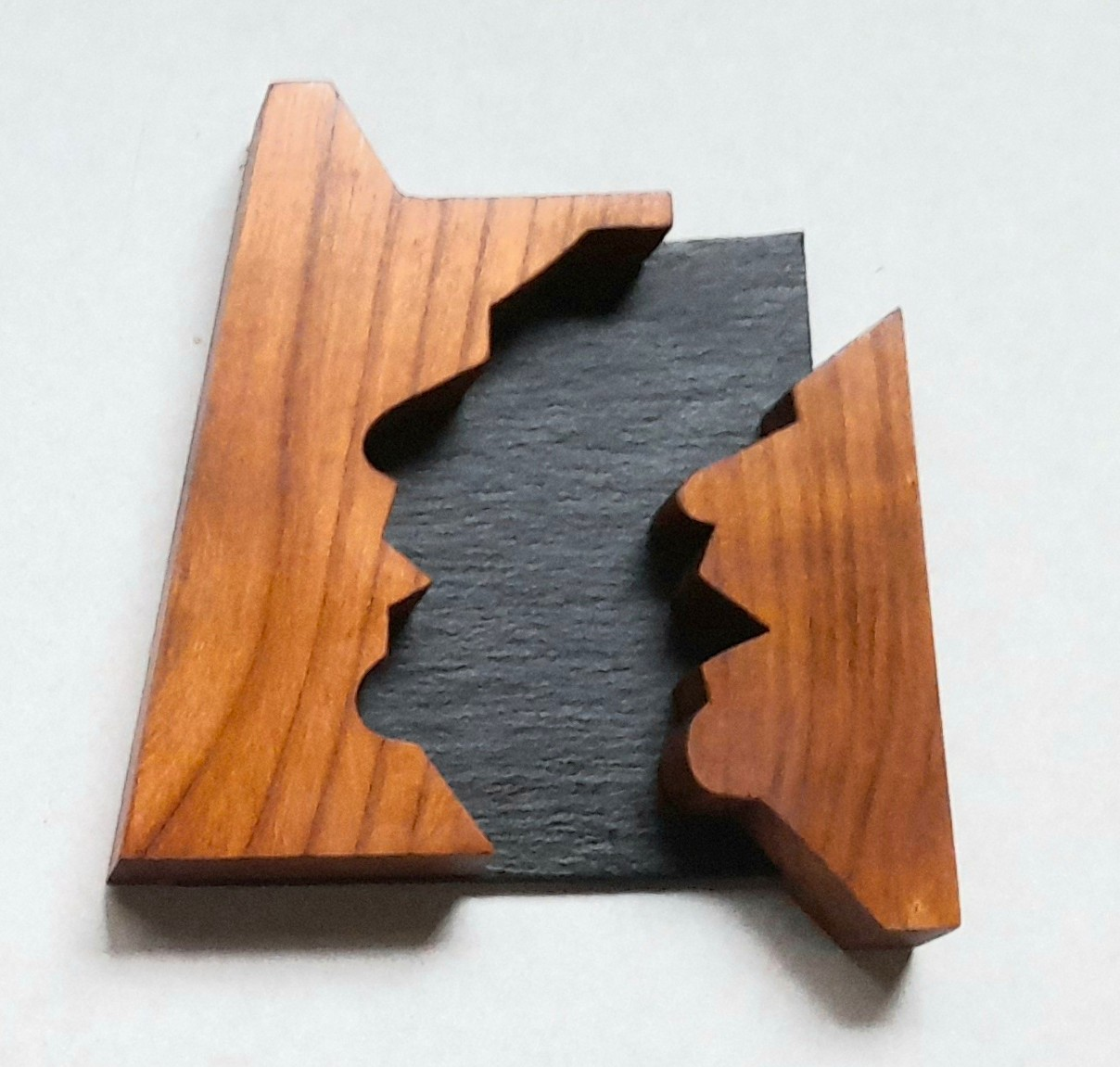
Argi-Berro. Ordizia. 2001
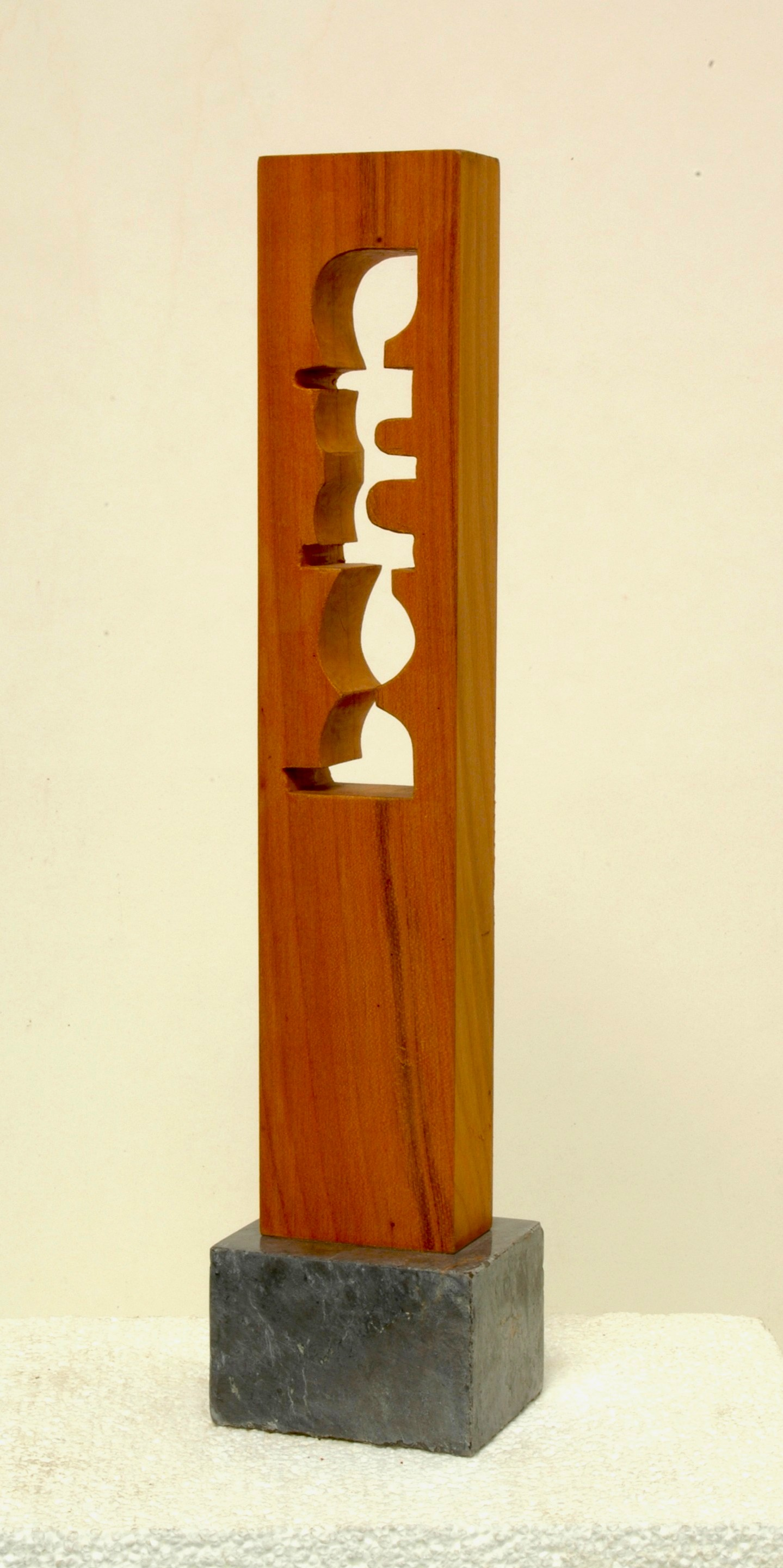
Berria. 2004
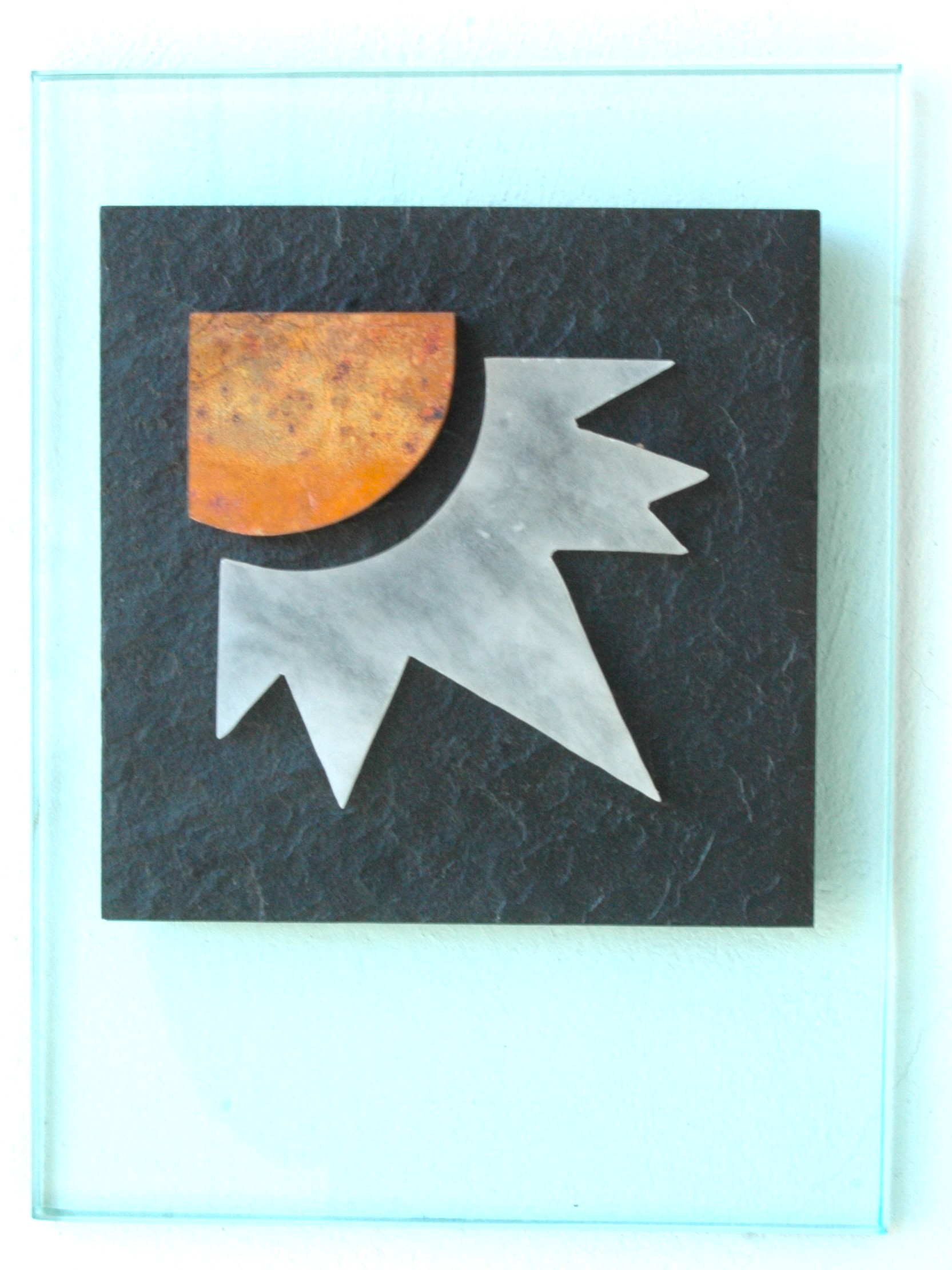
Argia Sariak. 2008

#### Logotipos y carteles
Selección Vasca, Pelota en Vivo, Grupo Txost, Oiartzun Organozaleak, Amigos del Tren Artikutza, Federación Gipuzkoa de Pelota, Berria, Arrancadilla, Asociación de Árbitros de Gipuzkoa, Campeonato de Rebote E. Abril, Campeonato de Gipuzkoa Pasaka, Pagoarte, Federación Internacional de Pelota CIBL, Asociación de Graduados de Gipuzkoa, Bengoetxea Busak, Grupo Enara Mendi...

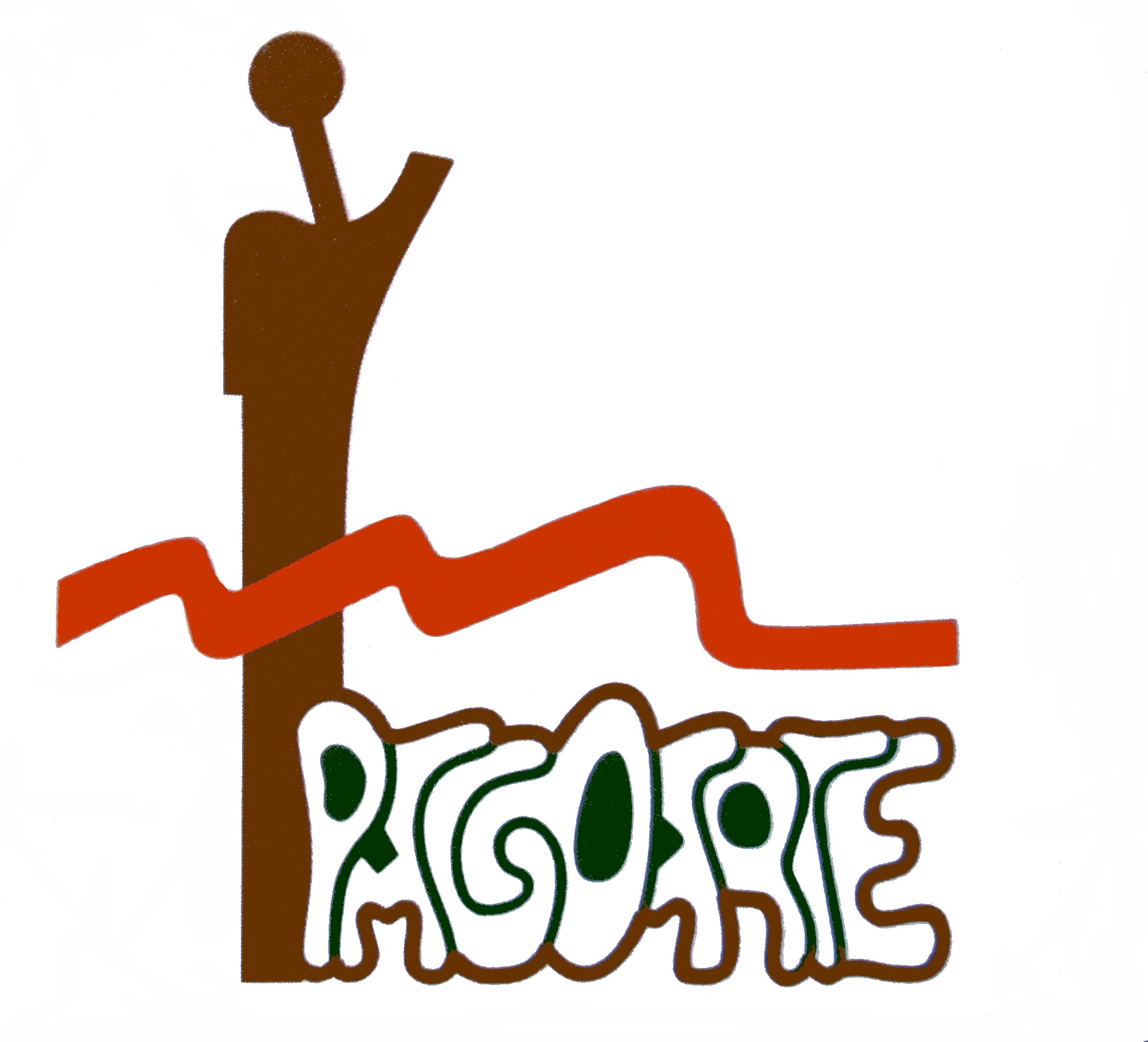
Pagoarte. 1997
Txost, el equipo de pelota. 2010
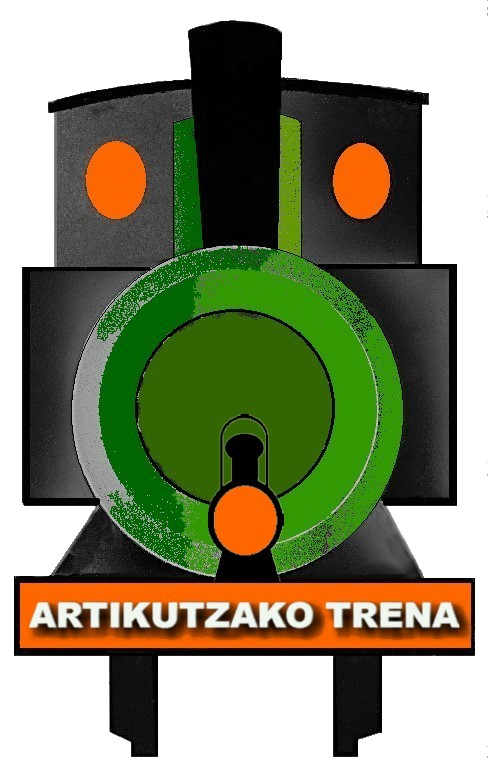
Artikutzako Trenaren Lagunak. 2010
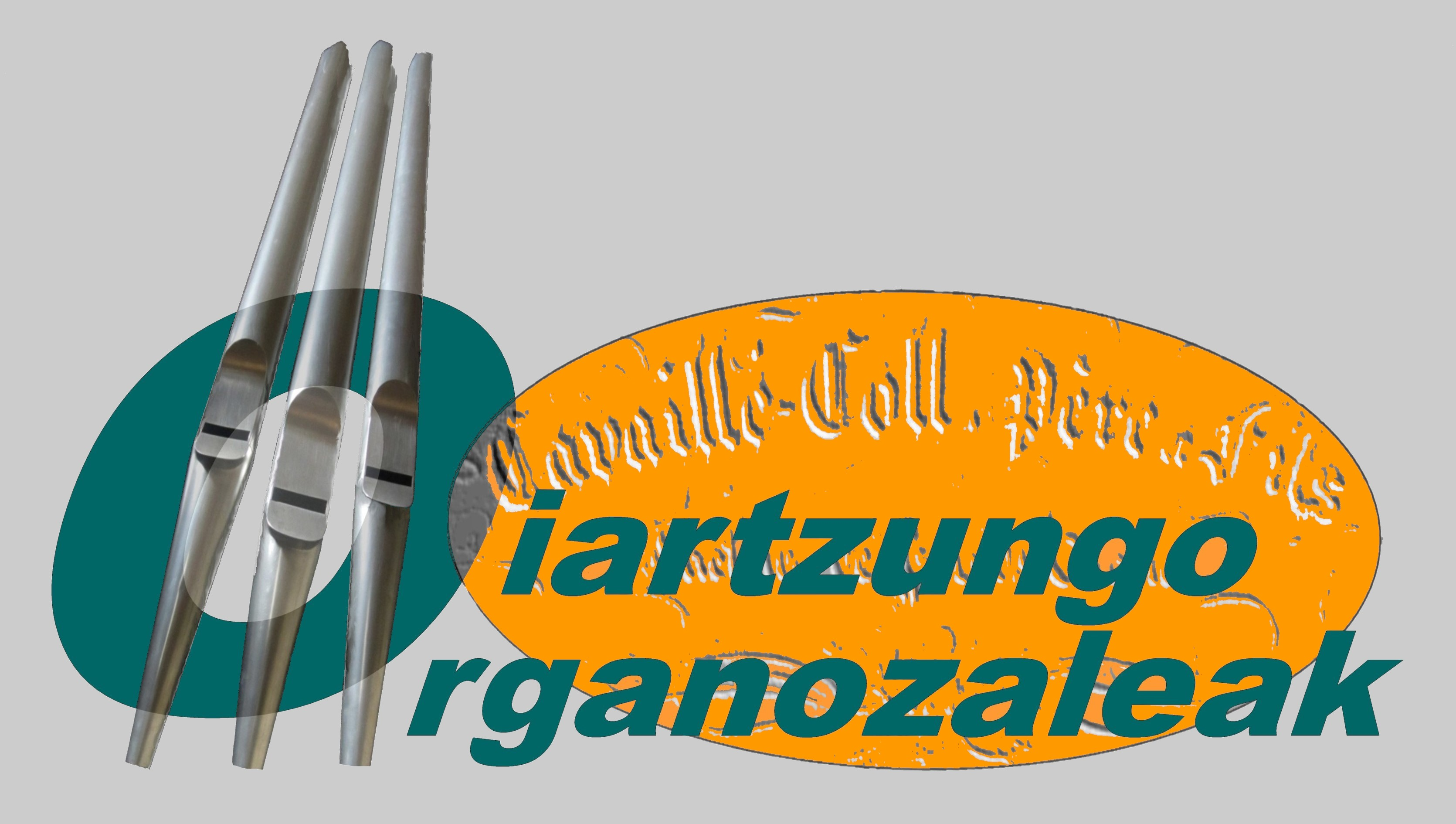
Oiartzungo Organozaleak. 2016
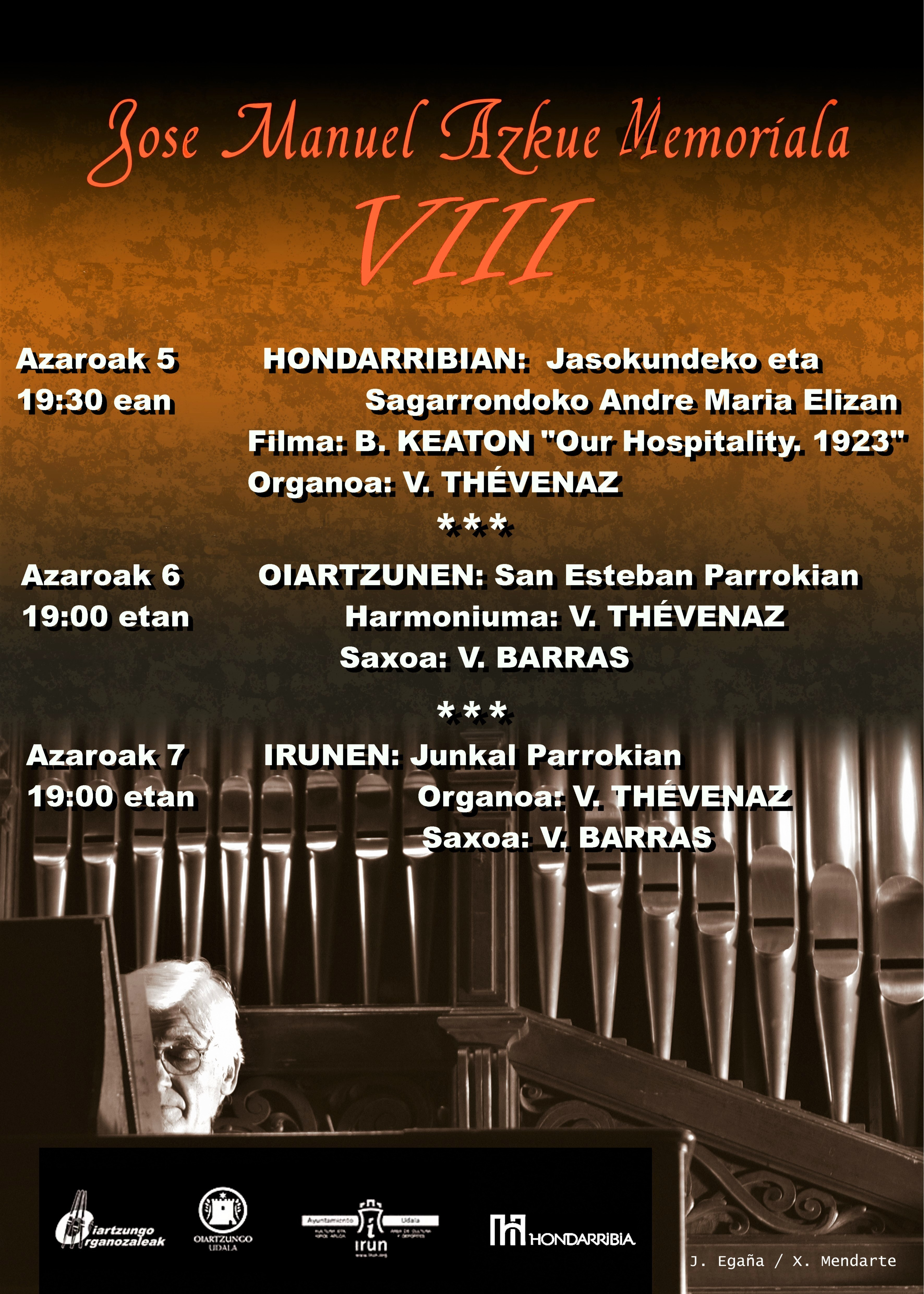
Azkue Memoriala. 2009
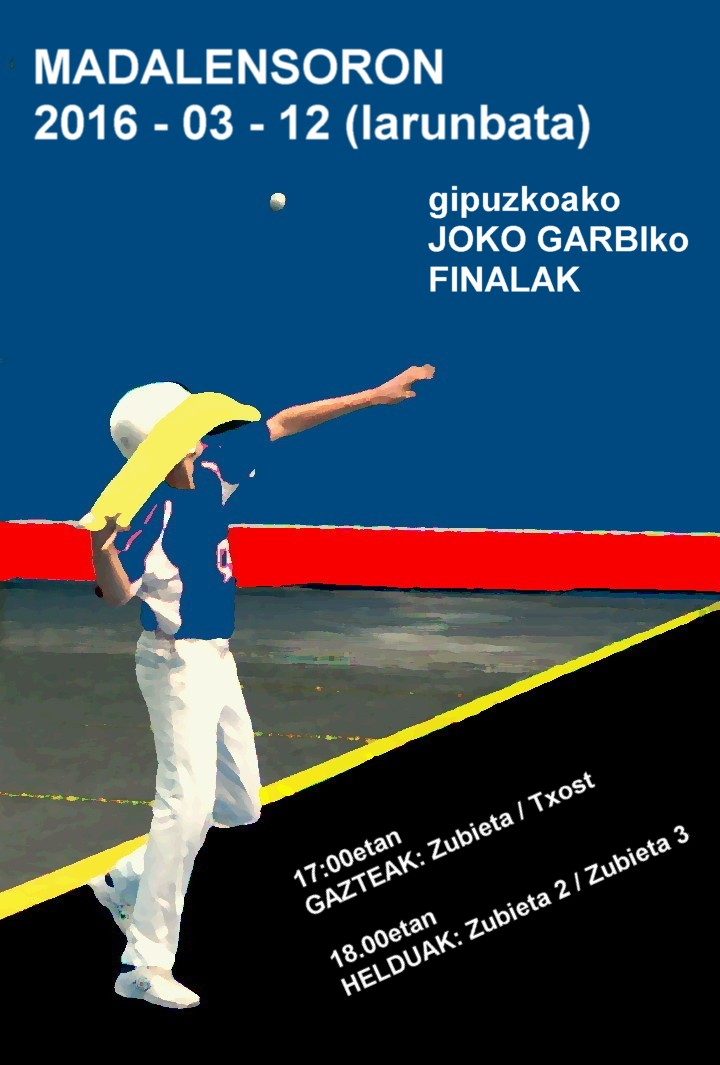
Joko Garbi. 2016
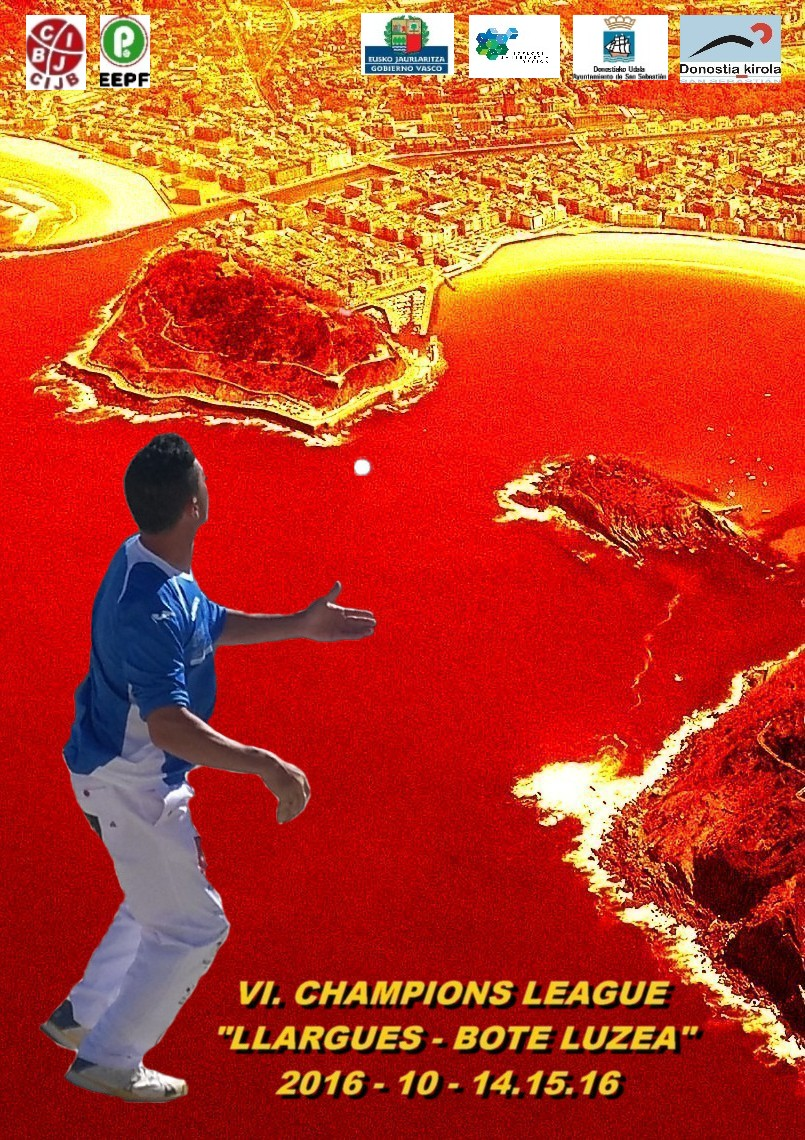
Champion leage. 2016
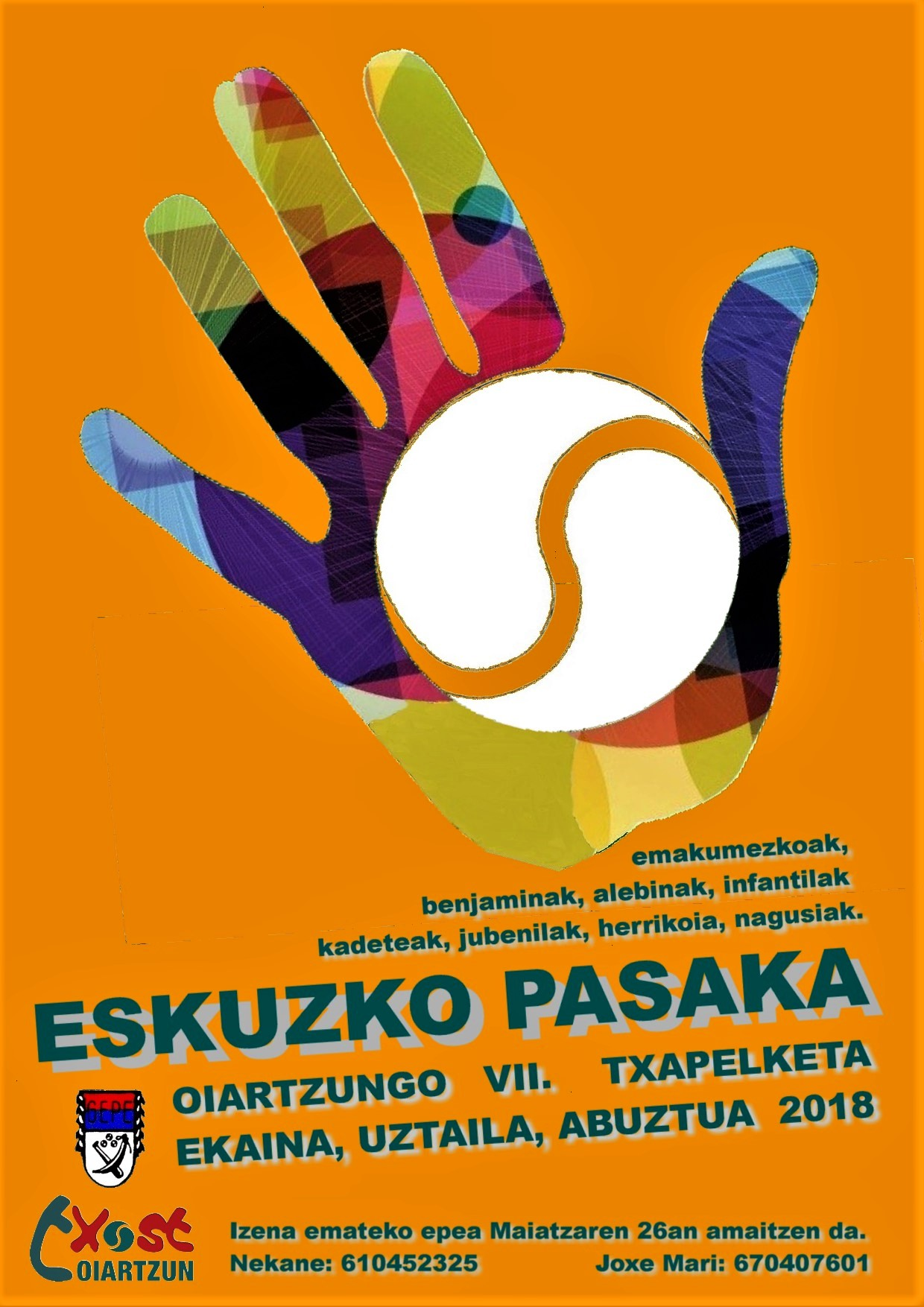
Pasaka. 2018

## Investigación y aportaciones al patrimonio
Tras finalizar la escultura “Akorde”, se ha tomado un largo descanso de la escultura para sumergirse en algunos de los temas que le apasionan en la sociedad; Se dedica a la investigación y difusión del patrimonio, a la escritura de libros, a actividades culturales, al voluntariado, etc.

### Investigación, recuperación y difusión de los juegos de pelota directa
Exmiembro de la Asociación de Pelota Vasca de Gipuzkoa (GEPE), de 2000 a 2004, bajo la presidencia de Mikel Amenabar.
Impulsor de la recuperación de la Plaza Beheko Plaza de Oiartzun. presentó una propuesta singular de anteproyecto, junto con el arquitecto Carlos López de Ceballos, ante el Ayuntamiento de Oyarzun (2001).
En el ámbito de la investigación, ha trabajado en la documentación, catalogación y localización de los campos de pelota de las montes del entorno, junto con Jose Mari Mitxelena . 
En la expansión del juego directo, fue uno de los fundadores del Oiartzun Txost Taldea (2010), liderando la recuperación del pase, el rebote y el juego en largo.  
Con el apoyo de la Diputación Foral de Gipuzkoa, ha participado en el programa “Joko Zuzenak herriz herri”, junto a Jose Mari Mitxelena, organizando exhibiciones de juegos en varias localidades de Gipuzkoa. (2015, 2016). 

Ha colaborado como locutor en las emisiones de Pasaka producidas por ETB, junto a J. Legorburu. (2015-16).

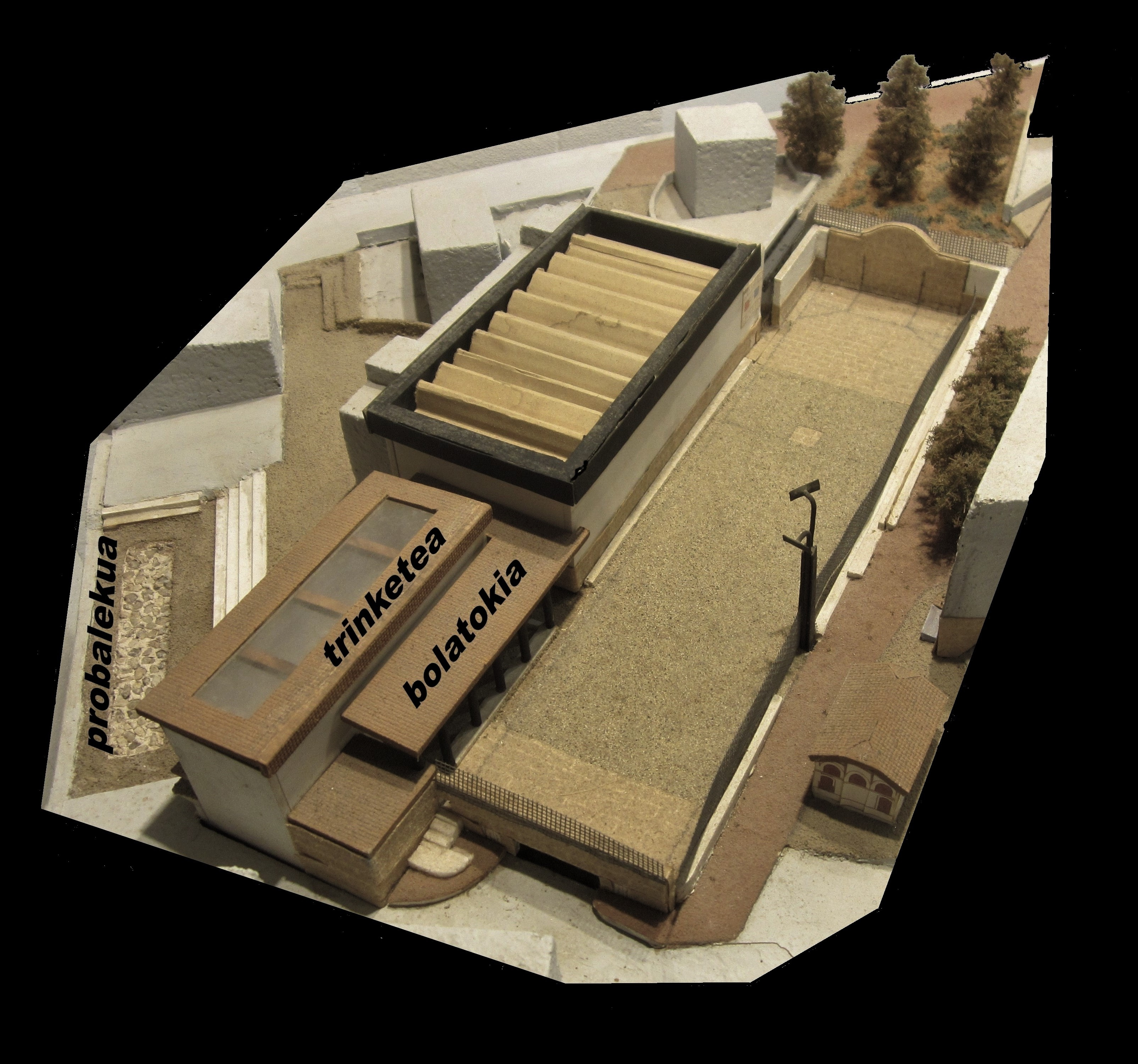
Beheko Plaza. Oyarzun. Proyecto. CL Ceballos y A. Mendizabal. 2001
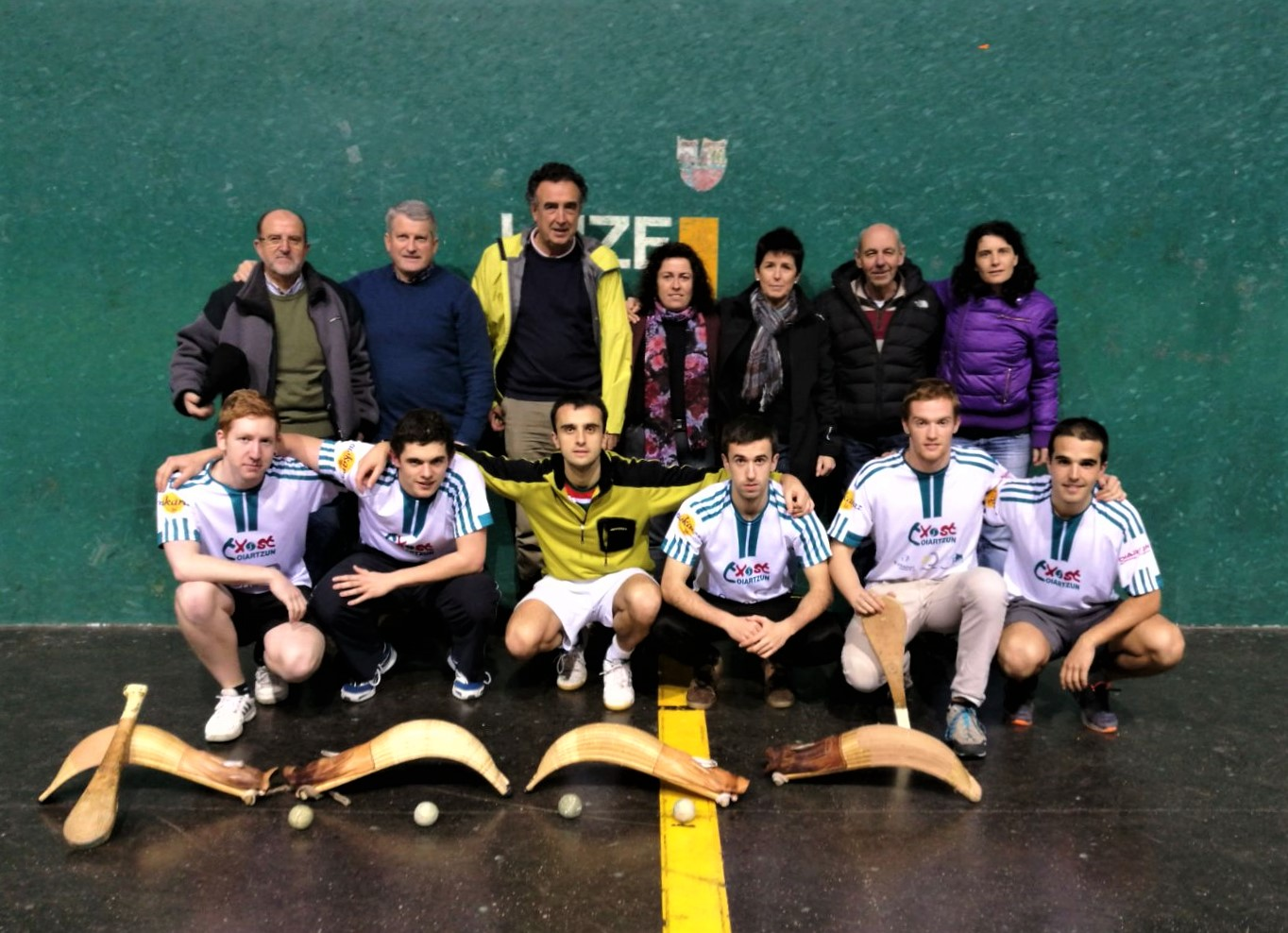
Txost taldea. 2016
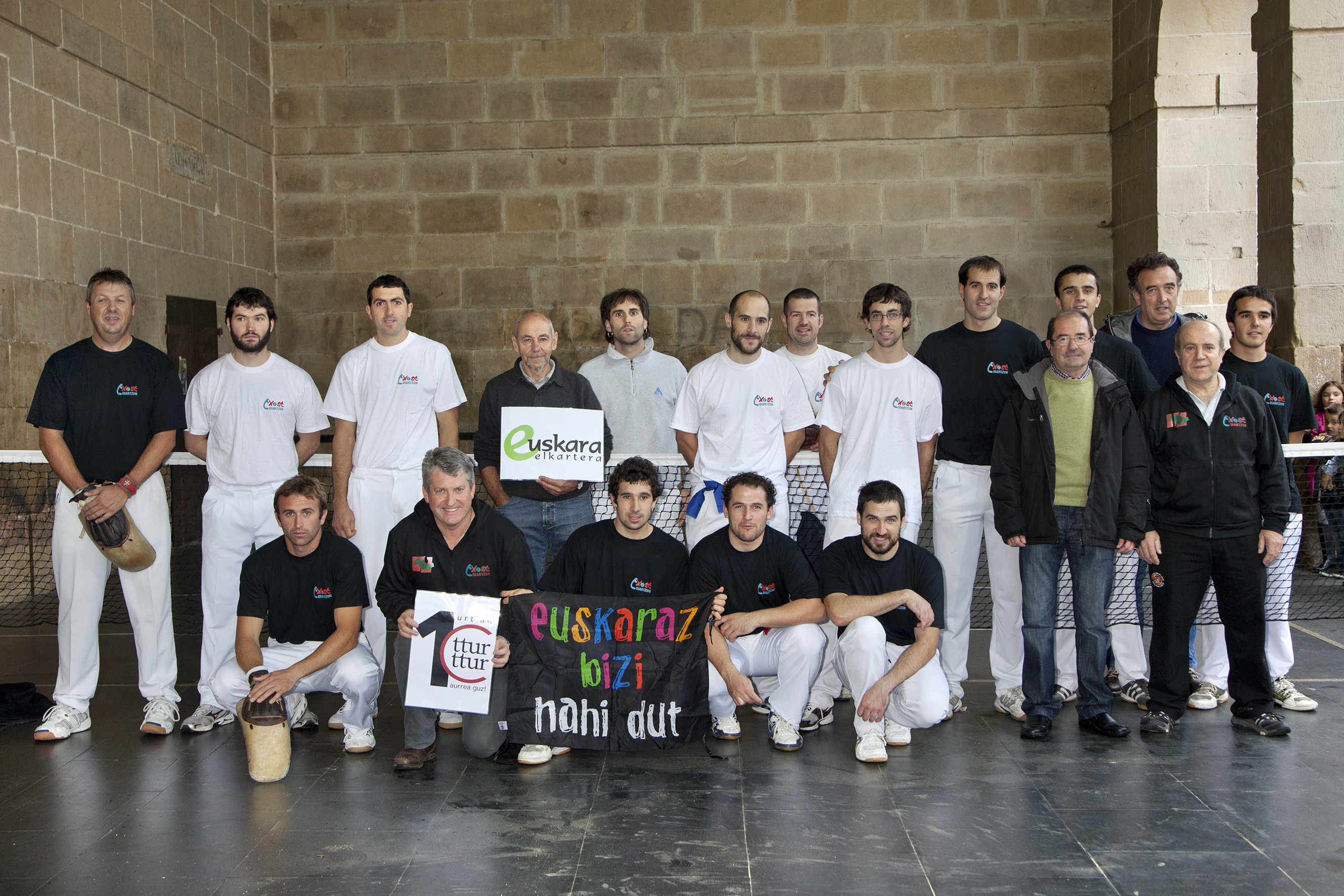
Día de Joko Zuzenak . Oyarzun
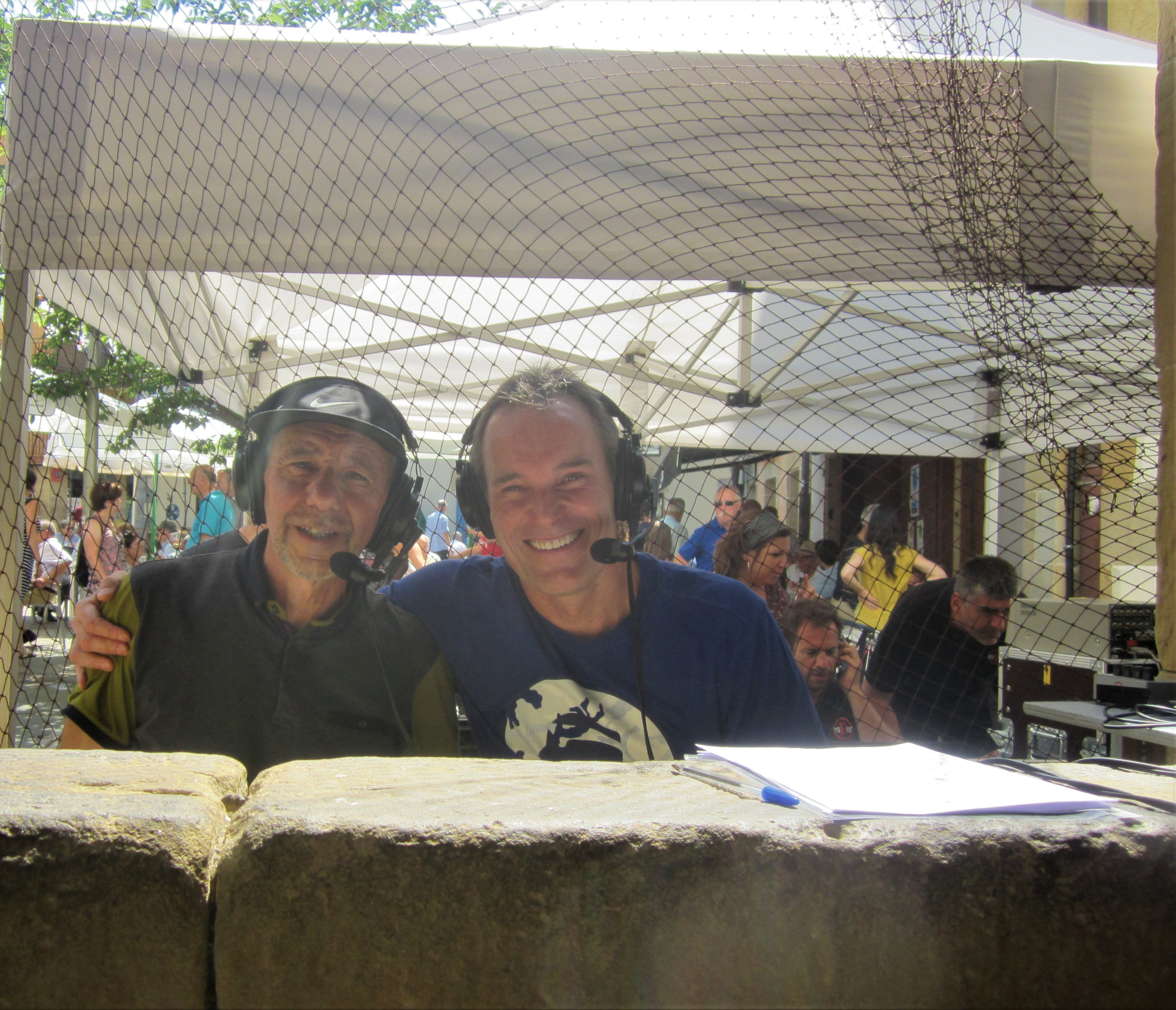
J. Legorburu y A. Mendizábal. 2018
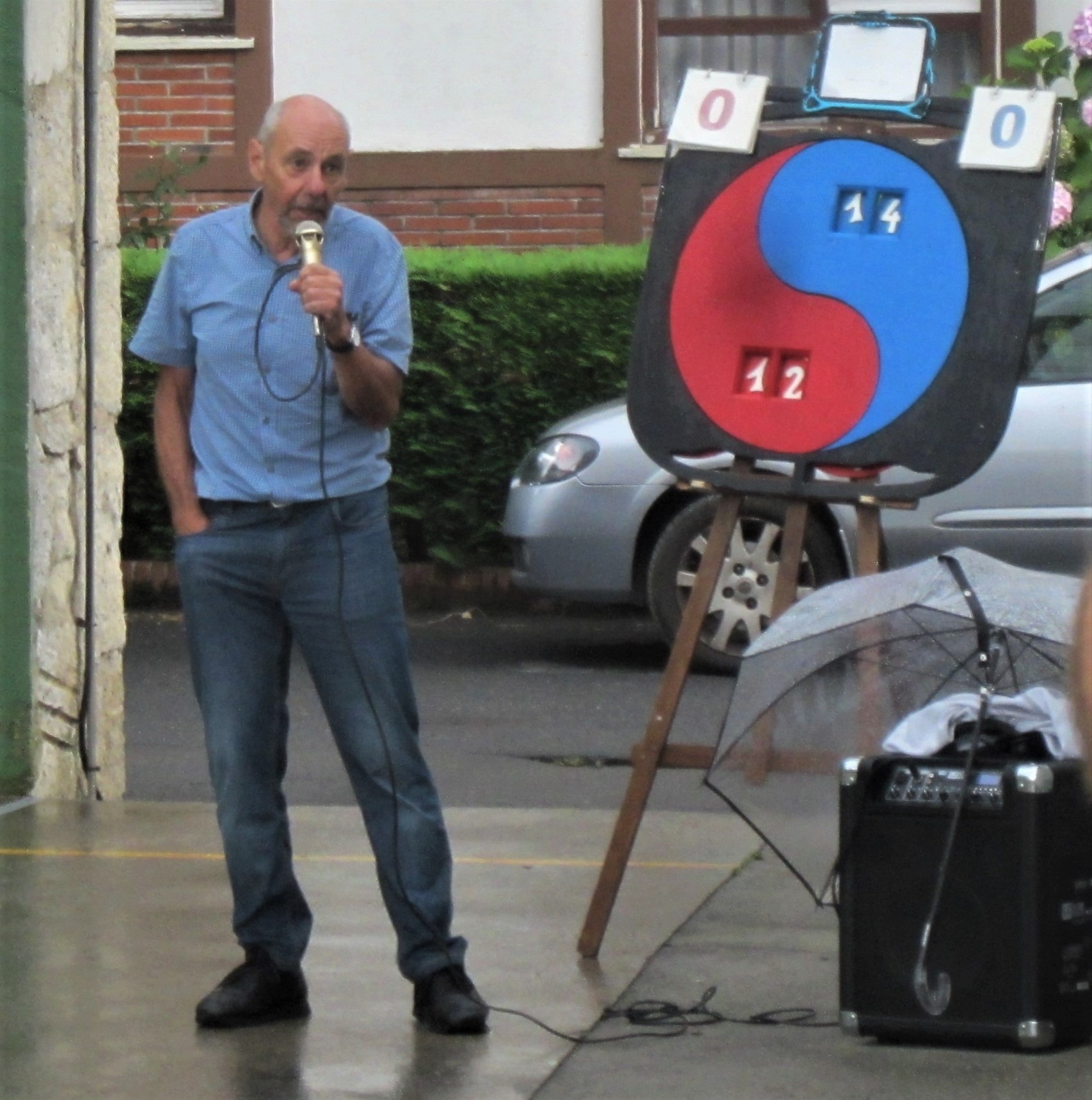
Ispaster 2017
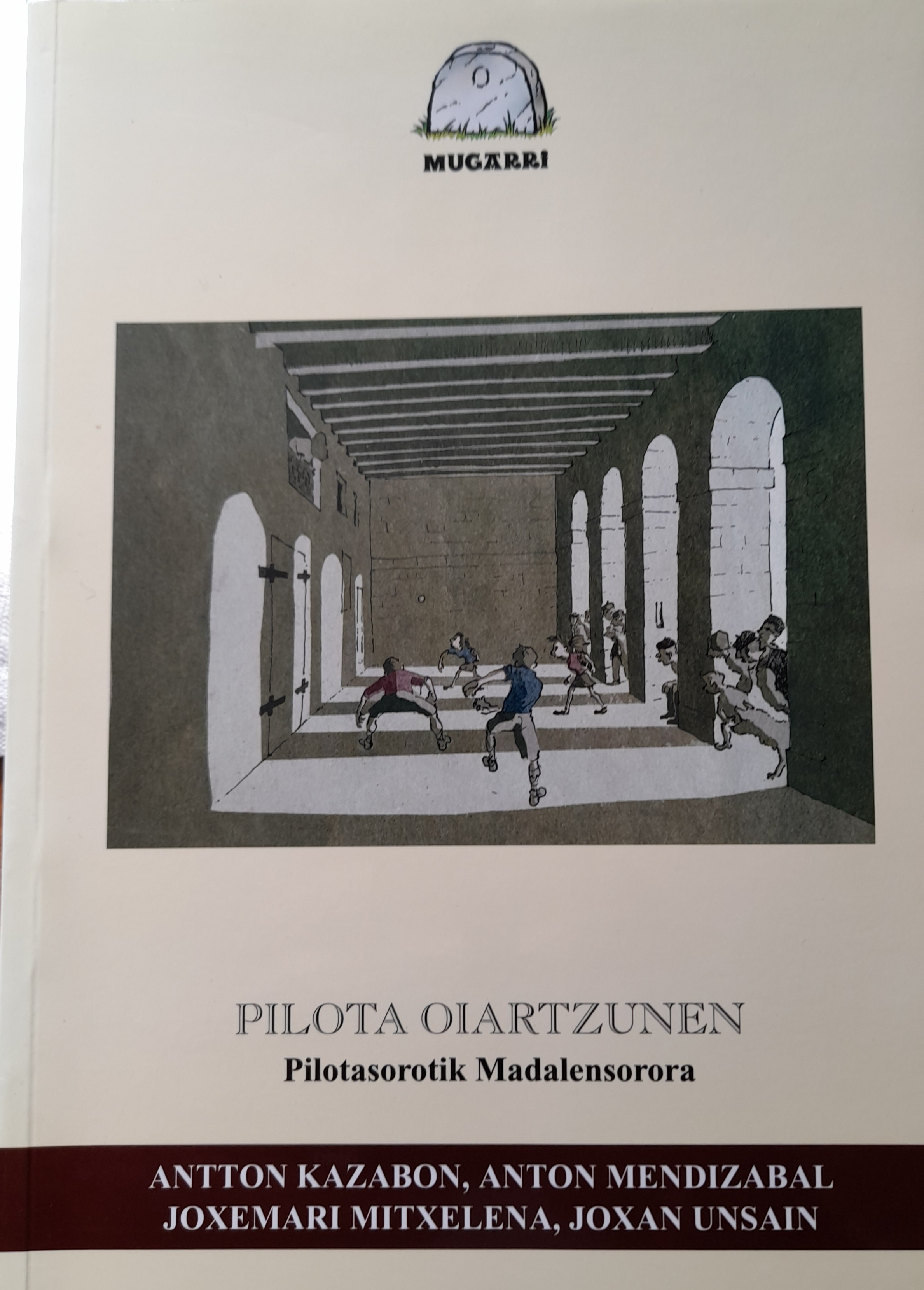
Pilota en Oyarzun. Mugarri. 2018

### Pasión por los ferrocarriles y el Tren de Artikutza
La pasión de Antón Mendizabal por el mundo del tren se remonta a su infancia, ya que cuando era muy pequeño viajaba a menudo en el tren “Plazaola”. En 2014 realizó el “Curso de Iniciación a la Tracción con Vapor” en el Museo Vasco del Ferrocarril, bajo la dirección de Juanjo Olaizola. También es maquetista.

#### El tren de Artikutza
Inició su labor investigadora hacia 2008, junto a Juanjo Olaizola e Iñaki Uranga, en este sorprendente y desconocido tren de Artikutza que durante el período de 1905 a 1918, discurría entre Elama en Goizueta y Lezo-Rentería.
Se crea el grupo Amigos del tren de Artikutza, del cual es el coordinador general, realizando trabajos en diferentes áreas:
- Realizando trabajos de investigación, tanto directamente como en archivos.
- Colaborando en trabajos de limpieza y reparación, principalmente en Planoburu, Artikutza.
- Facilitando la difusión general del tema mediante visitas guiadas, conferencias y escritos.

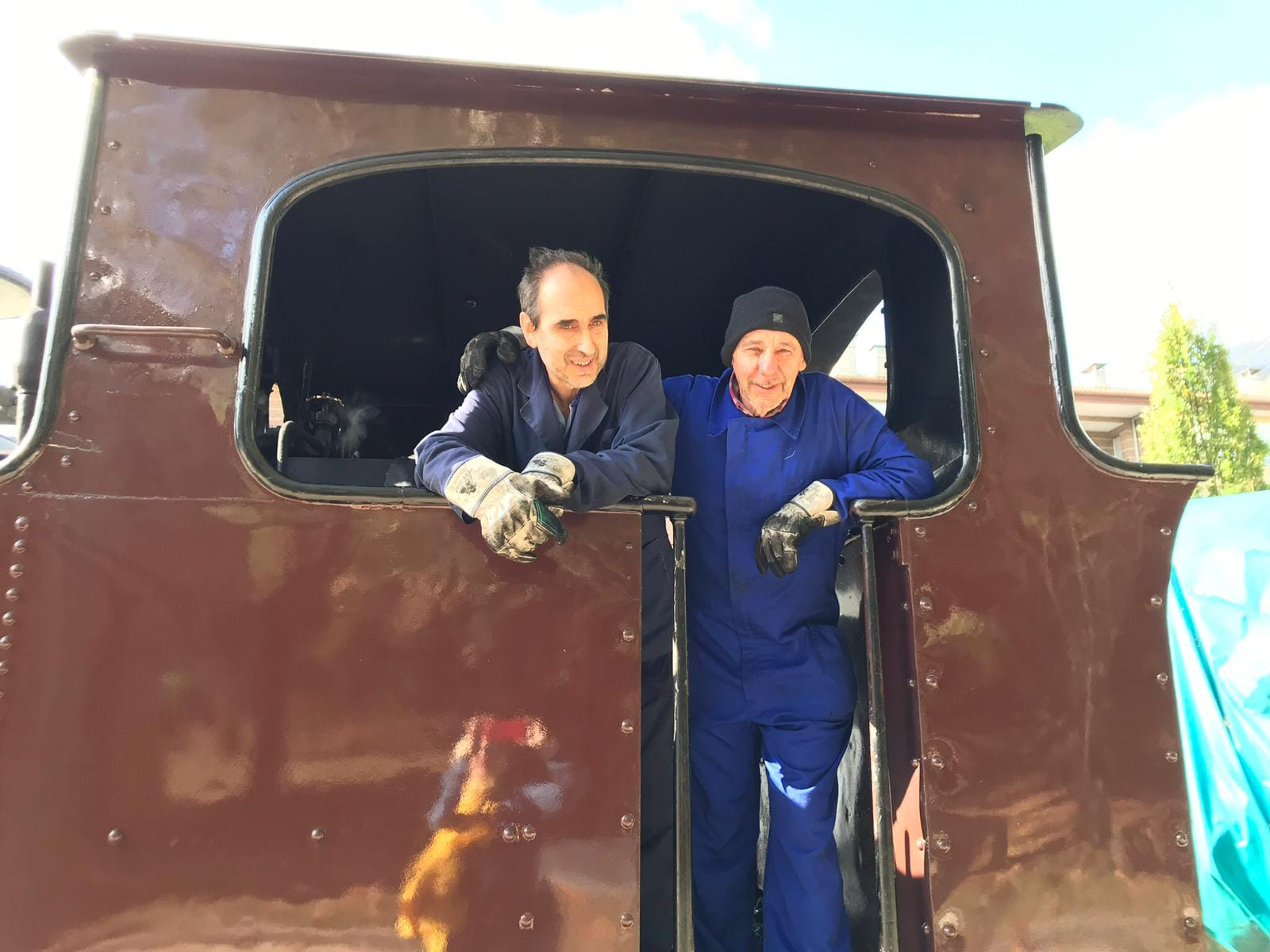
En 2017, 2023 y 2024 participó en las Jornadas Europeas del Patrimonio, realizando visitas guiadas al Ferrocarril de Artikutza y dando conferencias.[14] [15] [16] [17]  -  J. Olaizola y A. Mendizábal. Azpeitia
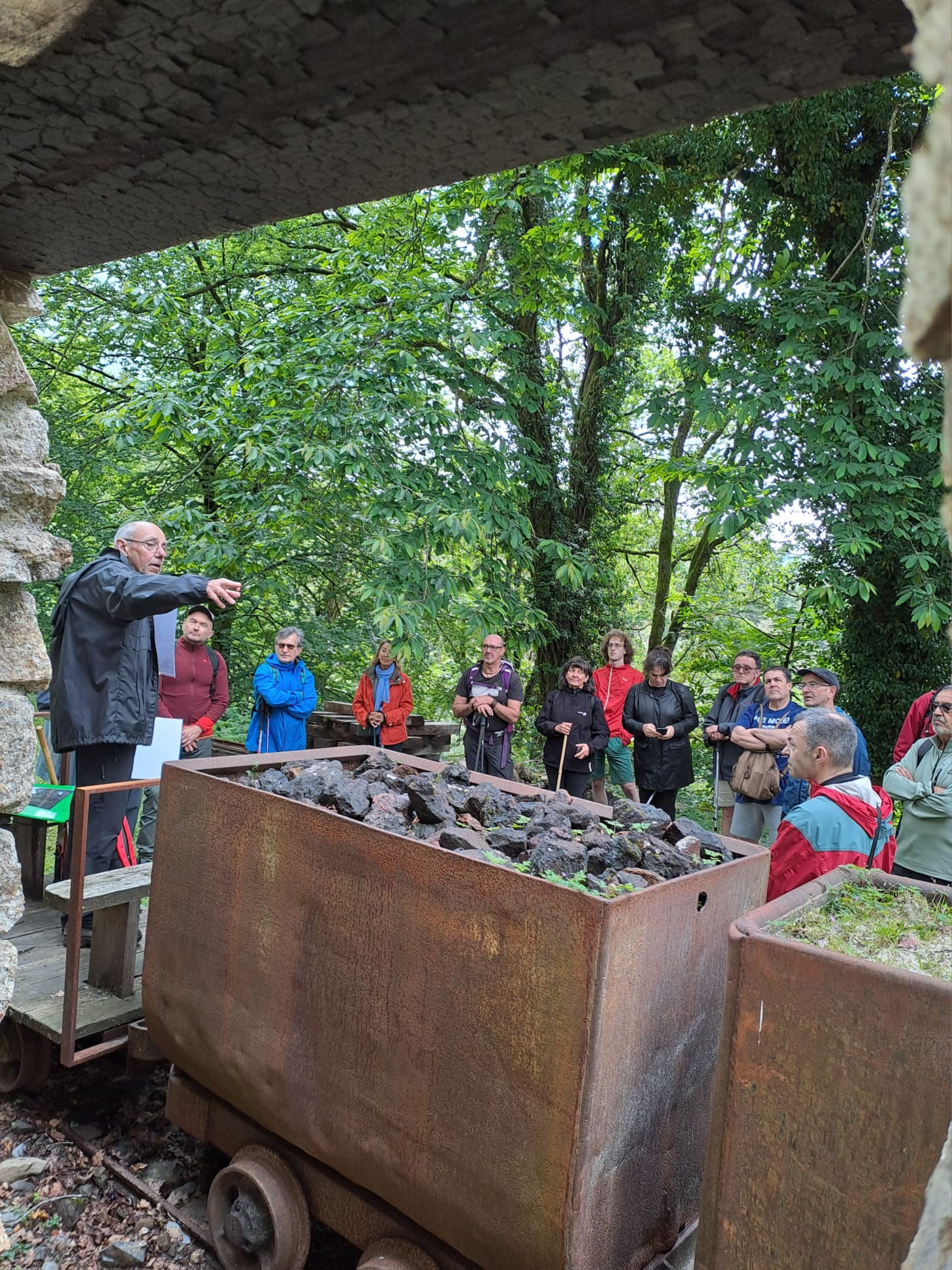
Planoburu. Artikutza. 2023
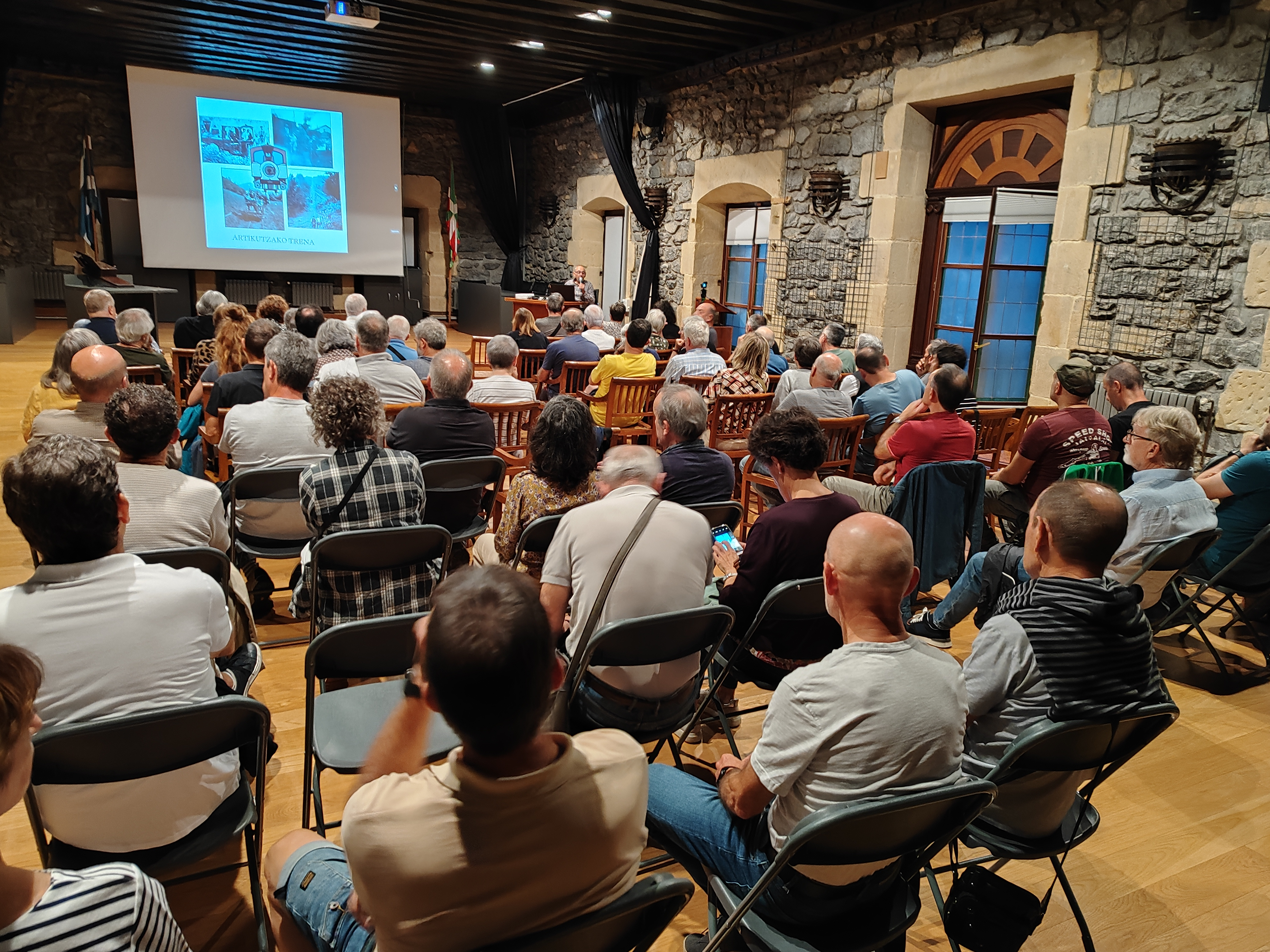
Conferencia sobre el Patrimonio. 2024
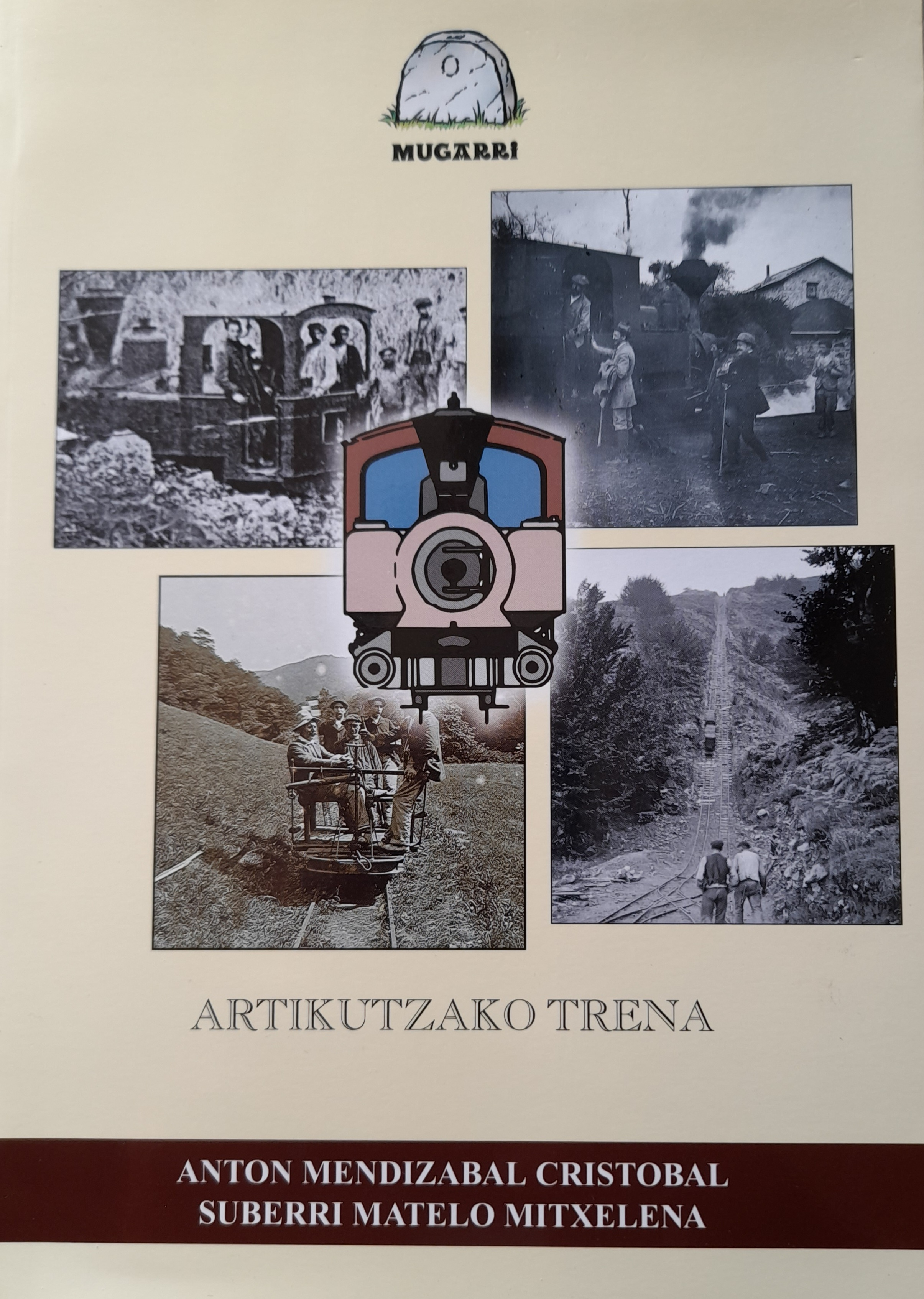
Artikutzako trena. Mugarri. 2016
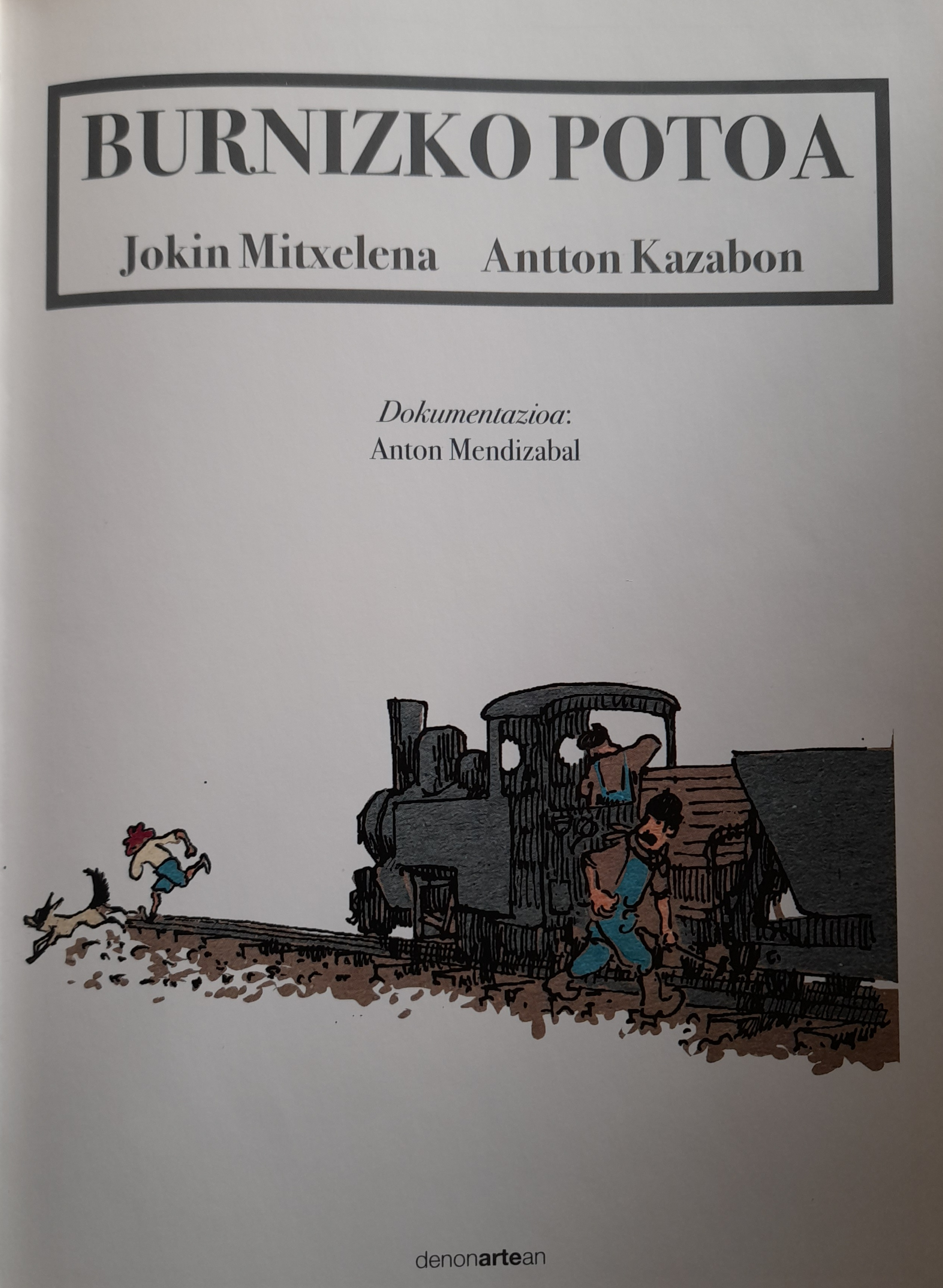
Cómic Burnizko potoa
  -  Planoburu. Artikutza. 2023
  -  Conferencia sobre el Patrimonio. 2024
  -  Artikutzako trena. Mugarri. 2016
  -  Cómic Burnizko potoa

### Instrumentos de teclado de la iglesia de Oyarzun
En el año 2000, tras finalizar las obras de la iglesia de Oyarzun y la reparación del órgano “Cavaillé-Coll”, Anton Mendizabal comenzó a trabajar y organizar eventos relacionados con estos importantes instrumentos.

#### Órgano “Cavaille-Coll”
Se ha preocupado por el estado del órgano y está investigando su historia. Tras el desmontaje del mismo (2020), ha coordinado las distintas valoraciones de los expertos sobre su renovación. Asímismo ha tratado de difundir la importancia y el estado de este órgano, publicando escritos, y participando en conferencias y visitas guiadas. 

#### Armonio "Christophe Etienne"
Ha promovido el uso del armonio abandonado "Christophe Etienne" de la iglesia y, junto con el organista Sergio del Campo, ha participado en la restauración del armonio (2021). Es responsable del mantenimiento de este instrumento (2021-2025).
Es fundador y miembro de la junta directiva del grupo “Oiartzuno Organozaleak” (2016). En este grupo es responsable de los instrumentos, la dirección artística y el diseño gráfico.

##### Participación en la organización de conciertos
- Conciertos de órgano organizados por el grupo Pagoarte (2001 – 2008). [21] [22]

- Junto a Aitor Arozena en los dos primeros conciertos del Memorial Azkue (2009 – 2010). [23]
- En los conciertos Azkue Memorial (III-XII) organizados por Oiartzungo Organozaleak (2016-2025). [24] [25][26]

#### Fomentando el uso abierto del órgano y del armonio
En este área coordina las relaciones con profesores y alumnos de Musikene, facilitando el uso abierto de estos instrumentos. 

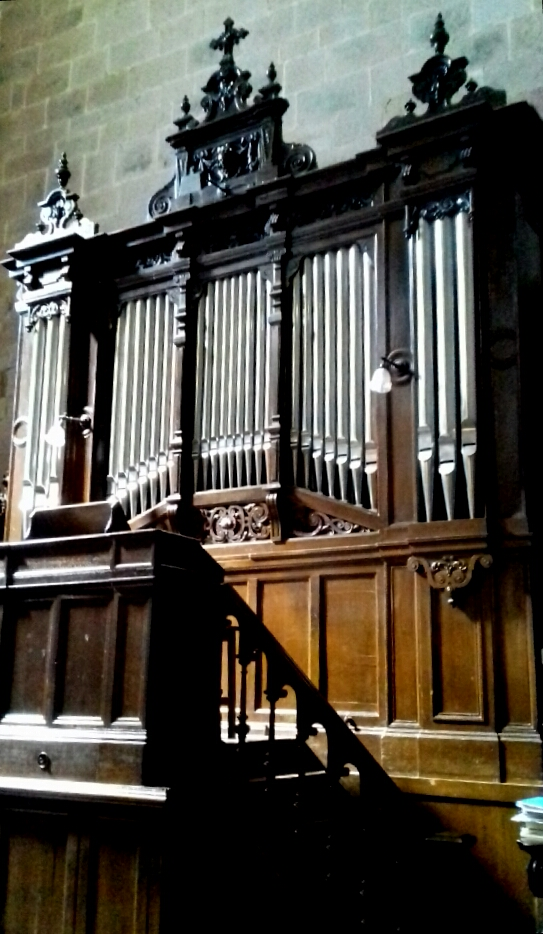
El órgano Cavaillé-Coll de Oyarzun
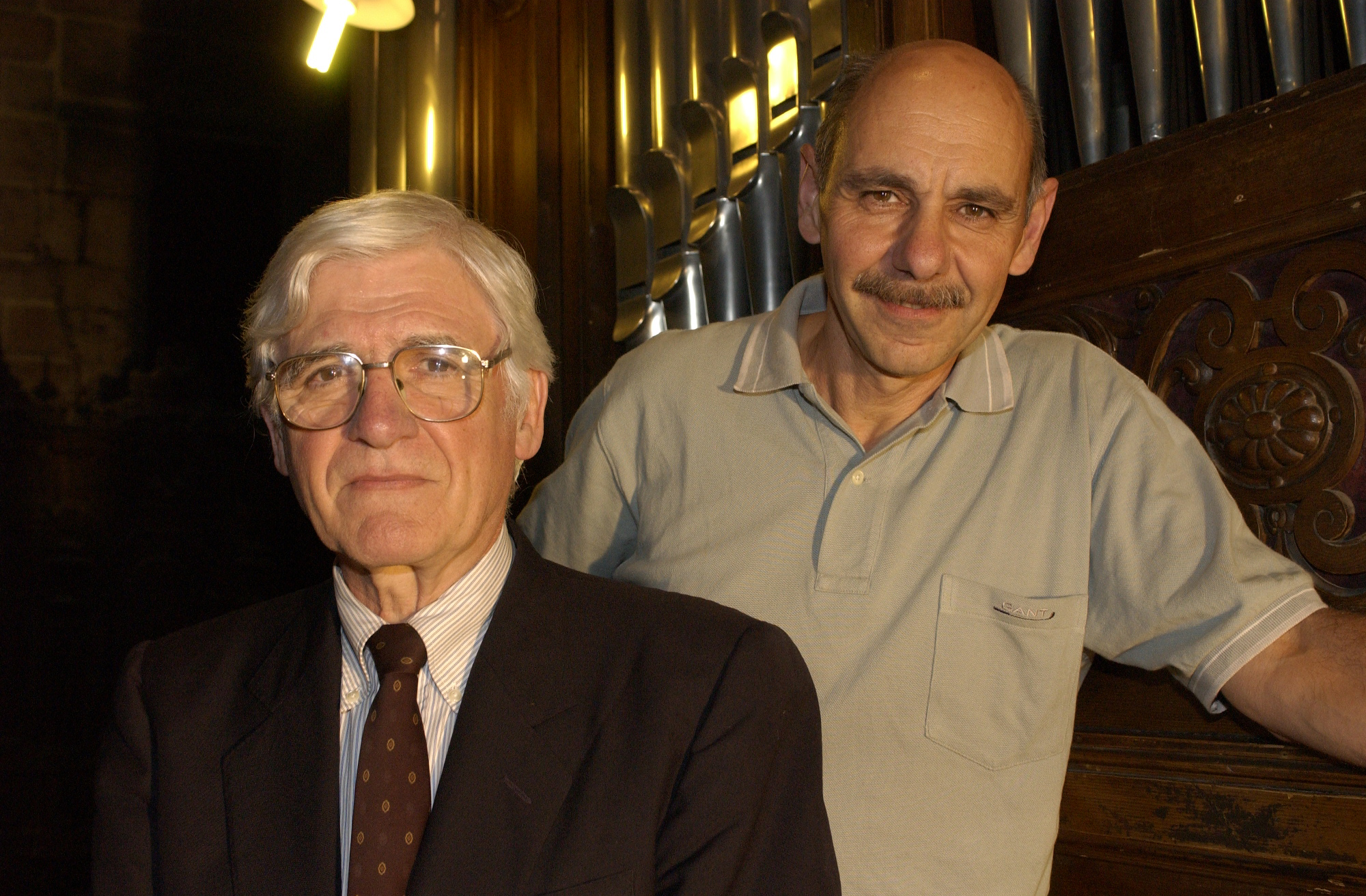
J.M. Azkue y A. Mendizabal. 2001
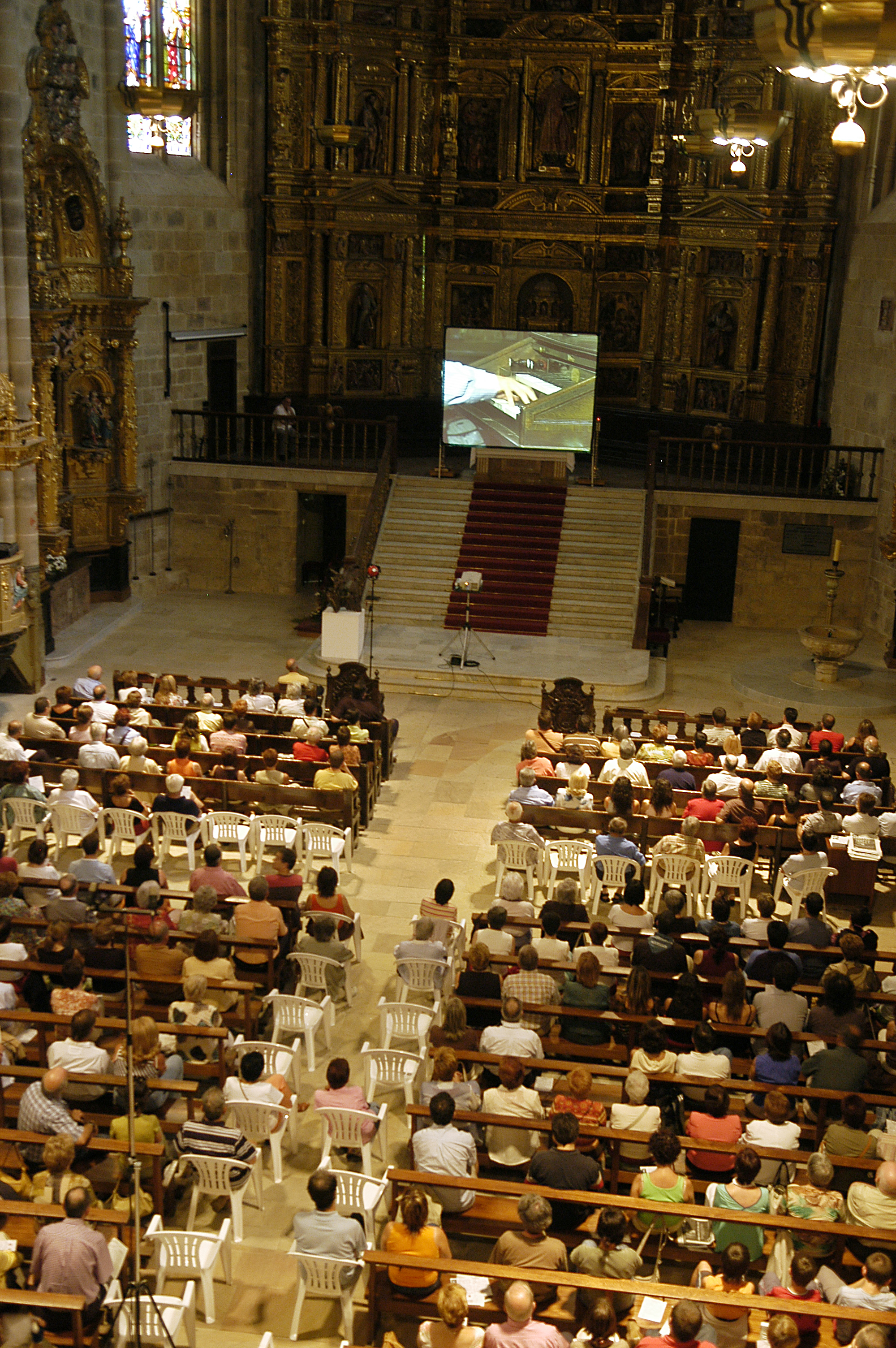
Concierto de órgano. Oyarzun
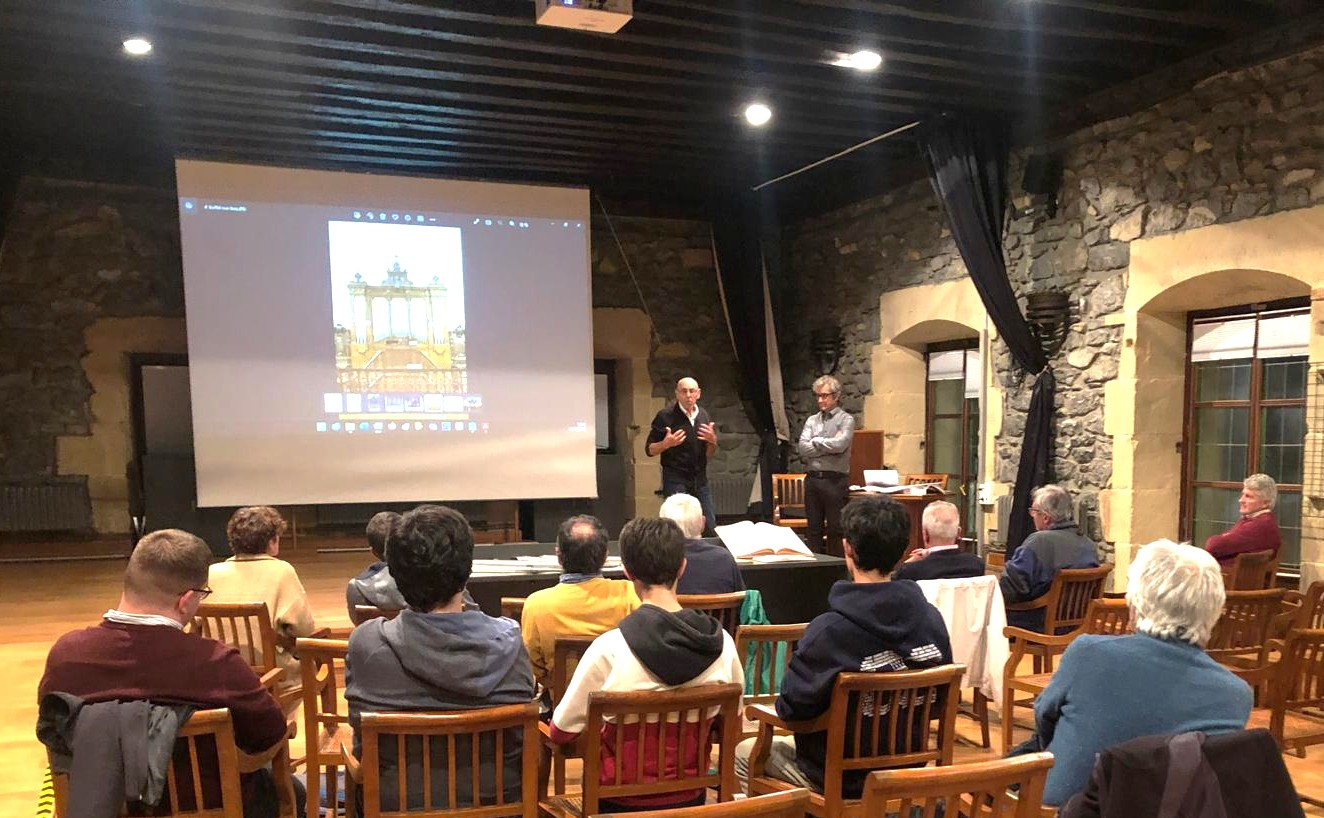
Alrededor del órgano. 2023
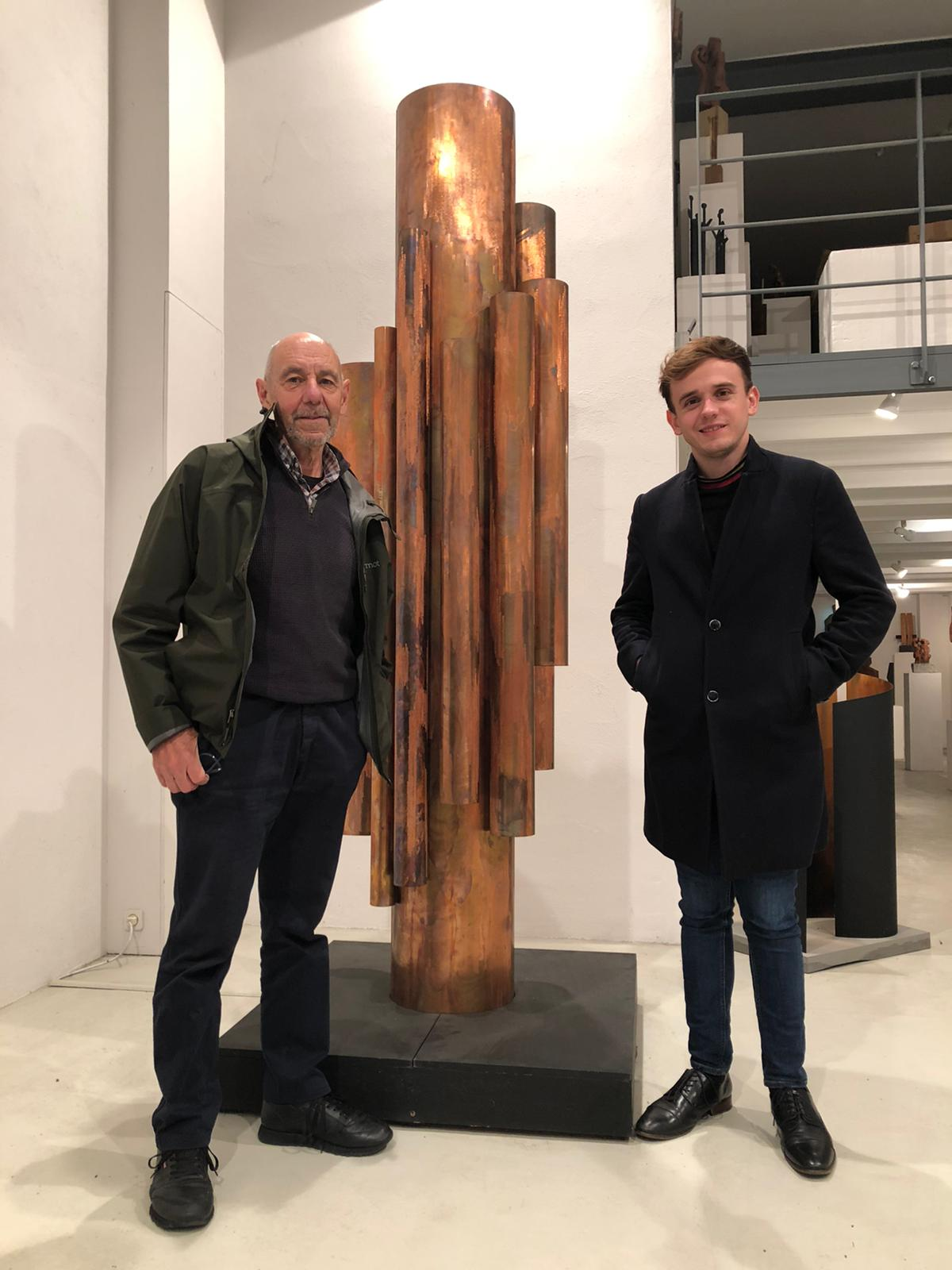
T. Ospital y A. Mendizabal
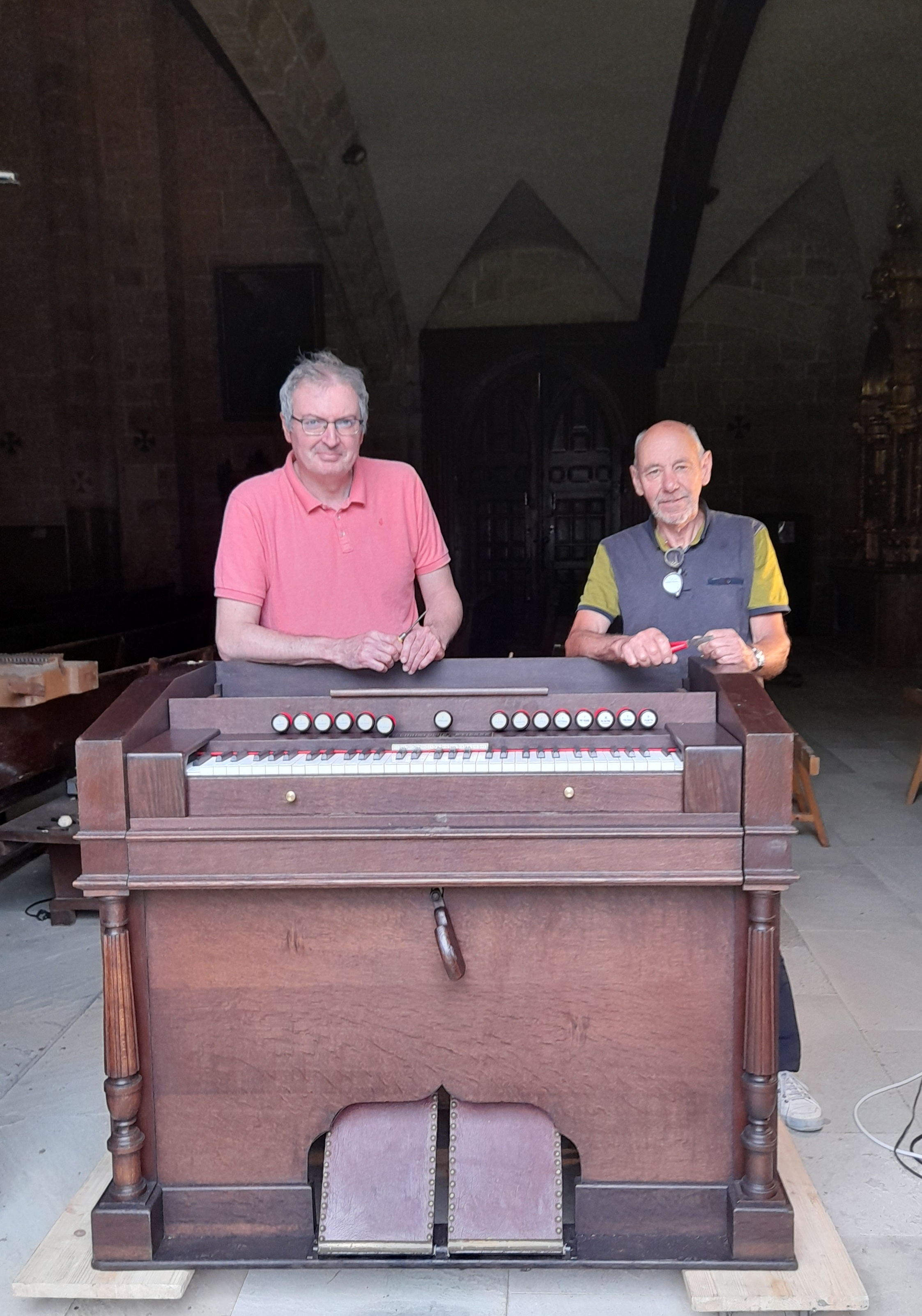
S. del Campo y A. Mendizábal
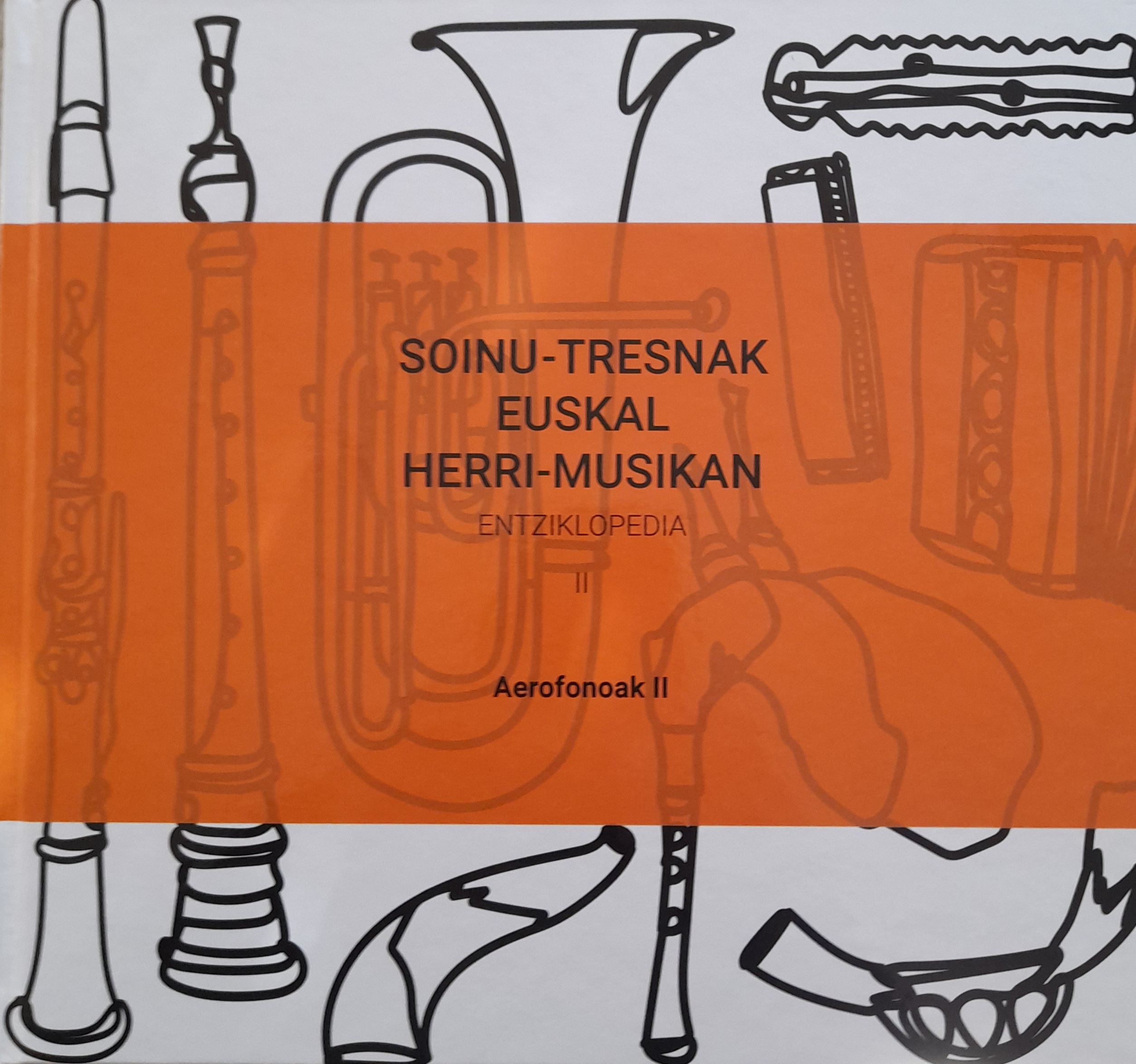
Soinu tresnak II

## Publicaciones

### Libros y colaboraciones
- Publicó junto a Suberri Matelo el libro "Artikutzako trena" en la colección Mugarri en 2017. [28] [29]
- Pilota Oiartzunen. Pilotasorotik Madalensorora. Libro realizado en grupo. Colección Mugarri número 25. 2018. [30]
- Artikutza. Naturaleza e Historia. Autor junto a Suberri del capítulo "Artikutzako Trena". Ayuntamiento de San Sebastián 2019.[31]
- En el cómic “Burnizko potoa” (Denonartean. 2020) de Antton Kazabon y Jokin Mitxelena, fue el proponente de la idea y realizó el trabajo de documentación.[32]
- Soinutresnak euskal herri musikan. Enciclopedia II. Autor del artículo Harmonium. Fundación Soinuenea. 2024. [33]
- Fue autor del informe general “Artikutzako trena naturbidea” para el municipio de Oyarzun y la Diputación Foral, en 2024.

### Artículos
- 1995 Jakin, No. 88. “Pilota eta espazioa” [34]

- Oyarzun 1997, pág. 93.“Behizko megalito ikusgarriak eta gure konletx umilak... bakoitzari berea”.[35]
- Xanistebanak 2004, pág. 67.“Oiartzungo beheko plaza: iragana eta geroa”.[36]
- Xanistebanak 2005, pág. 101.“70 urte geroago, Xistera berriz ere oiartzuarren esku!”.[37]
- Xanistebanak 2006, pág.121. “Oiartzungo errebote zaharberritua martxan berriro”.[38]
- Xanistebanak 2007, pág.144. “Oiartzungo errebotearen geroa lantzen”.[39]

- Xanistebanak 2009, pág 86. “Sutar eskultura Oiartzunen”.[40]
- Xanistebanak 2011, pág 170. “Oiartzun itzulu zuen trenbide hura”.[41]
- Xanistebanak 2013, pág 159. “Pilota zuzenean Oiartzunen”.[41]
- Xanistebanak 2014, pág 30. “Oiartzungo Cavallé-Coll organoa”. [42]
- Xanistebanak 2015, pág 132. “Bote luzea berriro Oiartzunen”.[43]
- Xanistebanak 2016, pág 32.  “Artikutzako trenaren arrastoen atzetik”. [44]
- Xanistebanak 2016, pág 136.“Tost pilota taldea Herbereetan barrena bote luzean jokatuz”. [44]
- Xanistebanak 2018, pág 162 “Txost Oiartzunen”.[45]
- Xanistebanak 2021,pág 96 “Harmonium historikoak Oiartzunen”.[46]
- Xanistebanak 2022, pág 68. “Arditurriko eta Artikutzako trenen memoria Oiartzungo bidegorrian”.[47]

- Xanistebanak 2024, pp. 115-119 “Zer berri Oiartzungo Cavaillé-Coll organoaren inguruan?. [48]

## Premios y reconocimientos
Premio Manuel Lekuona por la escultura “Argela”. Ayuntamiento de Lasarte 1995. 

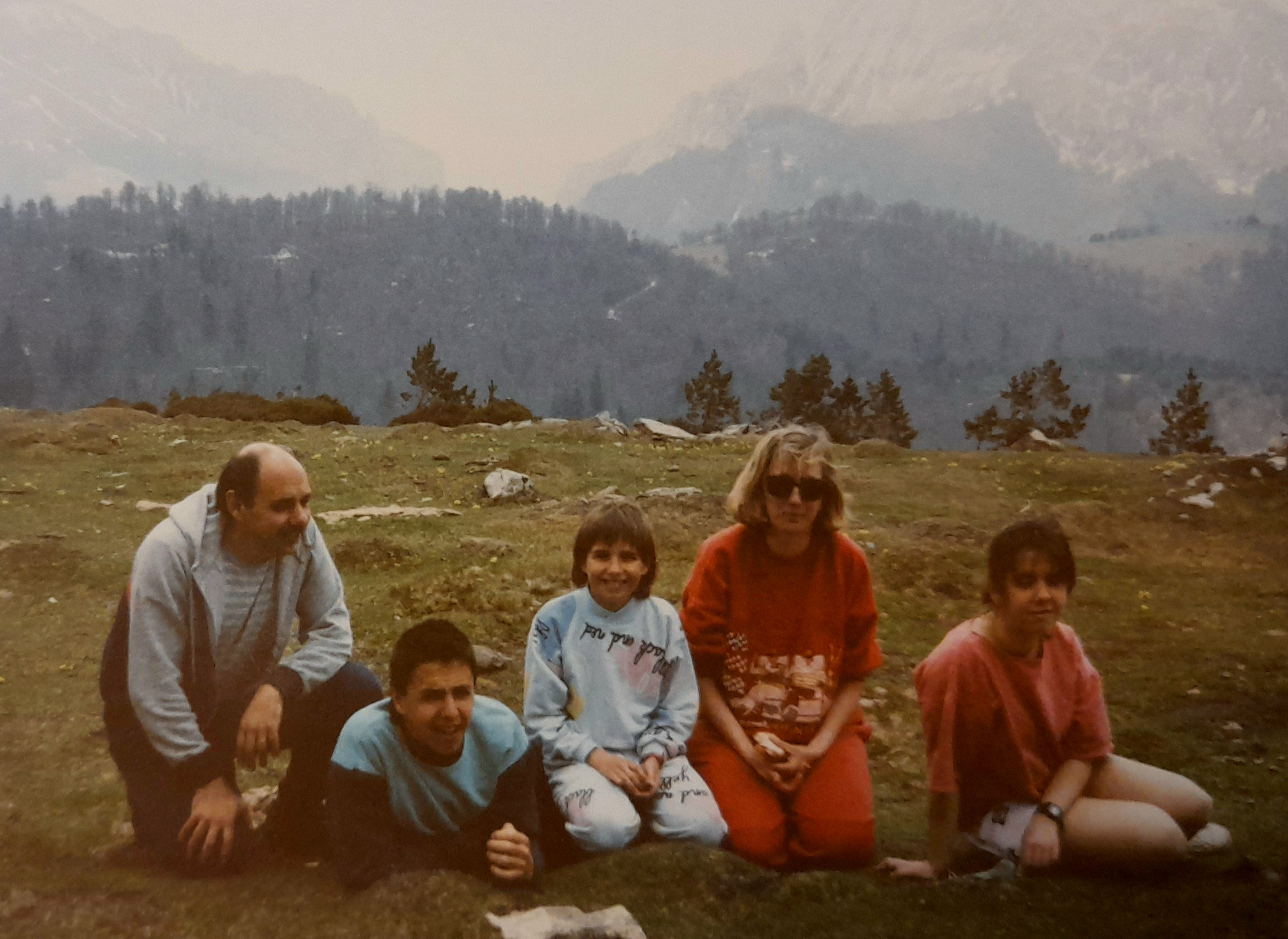
Familia Mendizabal Idiazábal 1987

Asociación Ereintza de Rentería, Premio Feria de Artesania. Recibió el Premio de artesanía  Tradicional de Guipúzcoa, entre otros.

## Situación personal
Vive y trabaja en Oyarzun. En 1969 se casa con Arantza Idiazábal Gorrotxategi, primera profesora de la Ikastola Orereta de Rentería y se instalan en la finca Tolarieta de Oyarzun. Tienen tres hijos: Leire, Mikel y Garazi.